# DreamHack/Ergebnisliste

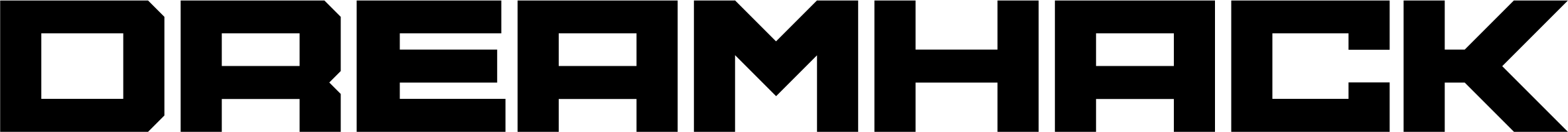
DreamHack-Logo

Diese Seite listet die Ergebnisse der E-Sport-Turniere auf der DreamHack auf. Dabei handelt es sich um eine schwedische LAN-Party, die seit 2012 auch Ableger in anderen Staaten hat. Insgesamt wurden in verschiedenen Disziplinen über 21 Millionen US-Dollar Preisgeld ausgespielt.

## Ergebnisse nach Disziplin
Letztes Update: DreamHack San Diego 2023

### Age of Empires
Echtzeitstrategiespiel, Einzel
| Jahr, Austragungsort            | Preisgeld         | Platz 1           | Platz 2           | Platz 3           | Platz 4           |
| Age of Empires IV               | Age of Empires IV | Age of Empires IV | Age of Empires IV | Age of Empires IV | Age of Empires IV |
| ------------------------------- | ----------------- | ----------------- | ----------------- | ----------------- | ----------------- |
| 2022 Atlanta (BYOC)             | 5.000 €           | Mixu              | Joebba Da Hutt    | FoxeR             | TorcH             |
| Age of Empires II               |                   |                   |                   |                   |                   |
| 2022 Hannover (The Grand Melee) | 100.000 $         | Hera              | Liereyy           | TheViper          | TaToH             |
| 2022 Hannover (BYOC)            | 5.000 €           | FreakinAndy       | Kongensgade_42    | AR12              | banztenak_19      |

### Battlefield
Ego-Shooter, 4er-Teams
| Jahr, Austragungsort | Preisgeld     | Platz 1         | Platz 2               | Platz 3                      | Platz 4                      |
| Battlefield 3        | Battlefield 3 | Battlefield 3   | Battlefield 3         | Battlefield 3                | Battlefield 3                |
| -------------------- | ------------- | --------------- | --------------------- | ---------------------------- | ---------------------------- |
| 2012 Summer          | 050.000 SEK   | Epsilon eSports | Eyeballers            | TCM Gaming                   | Xapso                        |
| 2012 Winter          | 100.000 SEK   | Epsilon eSports | wallberg              | Eyeballers / Team Rock       | Eyeballers / Team Rock       |
| Battlefield 4        |               |                 |                       |                              |                              |
| 2013 Winter          | 100.000 SEK   | Fnatic          | against All authority | Eyeballers / Epsilon eSports | Eyeballers / Epsilon eSports |
| Battlefield Hardline |               |                 |                       |                              |                              |
| 2015 Tours           | 012.000 €     | Fnatic          | Meet Your Makers      | Infamous                     | SK Gaming                    |

### Bloodline Champions
MOBA/ARTS, 3er-Teams
| Jahr, Austragungsort | Preisgeld | Platz 1      | Platz 2              | Platz 3         | Platz 4   |
| -------------------- | --------- | ------------ | -------------------- | --------------- | --------- |
| 2011 Summer          | 10.000 $  | Orz          | Pubic Transportation | SK Gaming       | unbekannt |
| 2011 Winter          | 10.000 $  | x6tence      | 4Kings               | GameSense Black | unbekannt |
| 2012 Summer          | 10.000 $  | MrDandiktory | Razer.MiF            | Hotell          | unbekannt |

### Brawlhalla
Beat ’em up, Einzel/Doppel
| Jahr, Austragungsort | Preisgeld | Platz 1               | Platz 2            | Platz 3                  | Platz 4              |
| -------------------- | --------- | --------------------- | ------------------ | ------------------------ | -------------------- |
| 2018 Austin          | 10.000 $  | Cosolix               | wrenchd            | Boomie                   | STTP Wilson          |
| 2018 Austin          | 10.000 $  | Boomie / Remmy        | Addymestic / Cake  | Stevenator / STTP Wilson | Blood Diamond / noeL |
| 2018 Summer          | 10.000 $  | noeL                  | Boomie             | VipR3                    | QS                   |
| 2018 Summer          | 10.000 $  | Boomie / Diakou       | Addymestic / Cake  | Aerial / VipR3           | Blood Diamond / noeL |
| 2018 Valencia        | 10.000 $  | noeL                  | Dobrein            | Boomie                   | Daz                  |
| 2018 Valencia        | 10.000 $  | Boomie / Remmy        | Aggz0 / VipR3      | Diakou / Dobrein         | Addymestic / Cake    |
| 2018 Montreal        | 10.000 $  | Boomie                | noeL               | wrenchd                  | Lil Capped           |
| 2018 Montreal        | 10.000 $  | Boomie / Remmy        | Aggz0 / VipR3      | Lil Capped / Phazon      | Addymestic / Cake    |
| 2018 Winter          | 10.000 $  | noeL                  | Isidroo            | simpLe                   | Addymestic           |
| 2018 Winter          | 10.000 $  | Aggz0 / VipR3         | Blew / simpLe      | Isidroo / noeL           | Addymestic / Cake    |
| 2019 Dallas          | 10.000 $  | Sandstorm             | wrenchd            | Boomie                   | Remmy                |
| 2019 Dallas          | 10.000 $  | Boomie / Sandstorm    | Phazon / Remmy     | Isidroo / Cody Travis    | Ethan / Lil Capped   |
| 2019 Summer          | 10.000 $  | Sandstorm             | Blew               | Cake                     | noeL                 |
| 2019 Summer          | 10.000 $  | Boomie / Sandstorm    | Blew / simpLe      | Macheete / hermisen      | Aggz0 / VipR3        |
| 2019 Montreal        | 10.000 $  | wrenchd               | Sandstorm          | Boomie                   | Cosolix              |
| 2019 Montreal        | 10.000 $  | Lil Capped / ithrowow | wrenchd / Cosolix  | Boomie / Sandstorm       | eggsoup / Phazon     |
| 2019 Rotterdam       | 10.000 $  | Boomie                | VipR3              | Sandstorm                | Macheeeete           |
| 2019 Rotterdam       | 10.000 $  | Acno / Blaze          | Boomie / Sandstorm | Blew / simpLe            | Addymestic / Cake    |

### Call of Duty
Ego-Shooter, 4er-Teams
| Jahr, Austragungsort           | Preisgeld                      | Platz 1                        | Platz 2                        | Platz 3                        | Platz 4                        |
| Call of Duty: Modern Warfare 2 | Call of Duty: Modern Warfare 2 | Call of Duty: Modern Warfare 2 | Call of Duty: Modern Warfare 2 | Call of Duty: Modern Warfare 2 | Call of Duty: Modern Warfare 2 |
| ------------------------------ | ------------------------------ | ------------------------------ | ------------------------------ | ------------------------------ | ------------------------------ |
| 2009 Winter                    | 20.000 SEK                     | fnatic                         | Mates                          | ?                              | ?                              |
| Call of Duty: Modern Warfare 3 |                                |                                |                                |                                |                                |
| 2012 Valencia                  | 05.000 €                       | apeX.Razer                     | Pain Gaming                    | Prophecy                       | Blooded Clouds                 |
| Call of Duty: Black Ops 2      |                                |                                |                                |                                |                                |
| 2013 Valencia                  | 05.000 €                       | Epsilon eSports                | TCM Gaming                     | Millenium                      | ?                              |
| Call of Duty: Advanced Warfare |                                |                                |                                |                                |                                |
| 2015 Summer (Showmatch)        | 50.000 SEK                     | Team EnVyUs                    | Team Menace                    |                                |                                |
| 2015 London                    | 20.000 $                       | Vitality.Storm                 | Millenium                      | Team Infused                   | VwS Gaming                     |

### Counter-Strike
Ego-Shooter, 5er-Teams
| Jahr, Austragungsort             | Preisgeld      | Platz 1           | Platz 2           | Platz 3                           | Platz 4                           |
| Counter-Strike                   | Counter-Strike | Counter-Strike    | Counter-Strike    | Counter-Strike                    | Counter-Strike                    |
| -------------------------------- | -------------- | ----------------- | ----------------- | --------------------------------- | --------------------------------- |
| 2006 Summer (WSVG)               | 025.000 $      | Ninjas in Pyjamas | Fnatic            | CheckSix                          | Made in Brazil                    |
| 2006 Winter                      | 042.000 SEK    | Ninjas in Pyjamas | H2k-Gaming        | unbekannt                         | unbekannt                         |
| 2007 Summer                      | 074.000 SEK    | Fnatic            | Begrip            | EvilZone / Ninjas in Pyjamas      | EvilZone / Ninjas in Pyjamas      |
| 2007 Winter                      | 200.000 SEK    | Made in Brazil    | SK Gaming         | emuLate                           | Team NoA                          |
| 2008 Summer                      | 101.500 SEK    | MeetYourMakers    | Roccat            | mTw / SK Gaming                   | mTw / SK Gaming                   |
| 2008 Winter                      | 200.000 SEK    | SK Gaming         | mTw               | MeetYourMakers                    | Fnatic                            |
| 2009 Summer                      | 100.000 SEK    | Lemondogs         | SK Gaming         | Millenium                         | Evil Geniuses                     |
| 2009 Winter                      | 185.000 SEK    | MeetYourMakers    | mTw               | compLexity                        | Millenium                         |
| 2010 Summer                      | 100.000 SEK    | mTw               | H2k-Gaming        | MeetYourMakers                    | SK Gaming                         |
| 2010 Winter                      | 150.000 SEK    | Natus Vincere     | mTw               | Lions                             | Frag eXecutors                    |
| 2011 Summer                      | 100.000 SEK    | SK Gaming         | mTw               | Natus Vincere                     | ESC Gaming                        |
| 2011 Winter                      | 200.000 SEK    | Fnatic            | Lions             | Natus Vincere                     | mousesports                       |
| 2012 Summer                      | 100.000 SEK    | Fnatic            | Natus Vincere     | ESC Gaming                        | Virtus.pro                        |
| Counter-Strike: Global Offensive |                |                   |                   |                                   |                                   |
| 2012 Valencia                    | 05.000 €       | Ninjas in Pyjamas | Team VeryGames    | k1ck                              | x6tence                           |
| 2012 Bucharest                   | 010.000 €      | Fnatic            | Anexis            | GamerHouse                        | I Got Game                        |
| 2012 Winter                      | 300.000 SEK    | Ninjas in Pyjamas | Team VeryGames    | Lemondogs                         | mousesports                       |
| 2013 Summer                      | 200.000 SEK    | Ninjas in Pyjamas | Epsilon eSports   | Team LDLC                         | Virtus.pro                        |
| 2013 Valencia                    | 05.250 €       | n!faculty         | Clan-Mystik       | k1ck                              | Wizards                           |
| 2013 Bucharest                   | 015.000 $      | Ninjas in Pyjamas | Lemondogs         | Astana Dragons                    | Natus Vincere                     |
| 2013 Winter                      | 250.000 $      | Fnatic            | Ninjas in Pyjamas | compLexity / Team VeryGames       | compLexity / Team VeryGames       |
| 2014 Summer                      | 030.000 $      | Ninjas in Pyjamas | Natus Vincere     | Epsilon eSports / HellRaisers     | Epsilon eSports / HellRaisers     |
| 2014 Valencia                    | 010.000 €      | Team LDLC         | Epsilon eSports   | HellRaisers                       | k1ck                              |
| 2014 Stockholm                   | 030.000 $      | Titan eSports     | Team LDLC         | 3DMAX / Fnatic                    | 3DMAX / Fnatic                    |
| 2014 Winter                      | 250.000 $      | Team LDLC         | Ninjas in Pyjamas | Natus Vincere / Virtus.pro        | Natus Vincere / Virtus.pro        |
| 2015 Tours                       | 040.000 $      | Fnatic            | Team EnVyUs       | HellRaisers / Team Dignitas       | HellRaisers / Team Dignitas       |
| 2015 Summer                      | 040.000 $      | Fnatic            | Natus Vincere     | Ninjas in Pyjamas / Titan eSports | Ninjas in Pyjamas / Titan eSports |
| 2015 Valencia (Faceit Season 2)  | 100.000 $      | Team SoloMid      | Cloud 9           | Natus Vincere / Fnatic            | Natus Vincere / Fnatic            |
| 2015 London                      | 040.000 $      | Team EnVyUs       | Team SoloMid      | Team Dignitas / Copenhagen Wolves | Team Dignitas / Copenhagen Wolves |
| 2015 Cluj-Napoca                 | 250.000 $      | Team EnVyUs       | Natus Vincere     | G2 Esports / Ninjas in Pyjamas    | G2 Esports / Ninjas in Pyjamas    |
| 2015 Winter (Faceit S3)          | 250.000 $      | Fnatic            | Luminosity Gaming | Virtus.pro / Team SoloMid         | Virtus.pro / Team SoloMid         |
| 2016 Leipzig                     | 100.000 $      | Natus Vincere     | Luminosity Gaming | Astralis / Team Dignitas          | Astralis / Team Dignitas          |
| 2016 Malmö (Masters)             | 250.000 $      | Ninjas in Pyjamas | Natus Vincere     | Godsent / Team EnVyUs             | Godsent / Team EnVyUs             |
| 2016 Austin                      | 100.000 $      | Luminosity Gaming | Tempo Storm       | Cloud 9 / Team Liquid             | Cloud 9 / Team Liquid             |
| 2016 Tours (EU Minor)            | 050.000 $      | Team Dignitas     | HellRaisers       | Team Orbit                        | ENCE eSports                      |
| 2016 Summer                      | 100.000 $      | Immortals         | Ninjas in Pyjamas | Astralis / Godsent                | Astralis / Godsent                |
| 2016 Valencia                    | 08.000 €       | Team AlienTech    | beGenius          | gBots                             | Wololos                           |
| 2016 Winter                      | 100.000 $      | Gambit Gaming     | Renegades         | Godsent / Team Kinguin            | Godsent / Team Kinguin            |
| 2017 Leipzig                     | 100.000 $      | FlipSid3 Tactics  | BIG               | Heroic / Team LDLC                | Heroic / Team LDLC                |
| 2017 Las Vegas (Masters)         | 450.000 $      | Virtus.pro        | SK Gaming         | North / Astralis                  | North / Astralis                  |
| 2017 Austin                      | 100.000 $      | Gambit Gaming     | Immortals         | G2 Esports / Heroic               | G2 Esports / Heroic               |
| 2017 Tours                       | 100.000 $      | G2 Esports        | HellRaisers       | mousesports / Natus Vincere       | mousesports / Natus Vincere       |
| 2017 Summer                      | 100.000 $      | SK Gaming         | Fnatic            | Immortals / Counter Logic Gaming  | Immortals / Counter Logic Gaming  |
| 2017 Valencia                    | 100.000 $      | Ninjas in Pyjamas | Red Reserve       | Heroic / Team EnVyUs              | Heroic / Team EnVyUs              |
| 2017 Atlanta                     | 100.000 $      | Team EnVyUs       | Heroic            | HellRaisers / Renegades           | HellRaisers / Renegades           |
| 2017 Malmö (Masters)             | 250.000 $      | G2 Esports        | North             | Gambit Gaming / Ninjas in Pyjamas | Gambit Gaming / Ninjas in Pyjamas |
| 2017 Montreal                    | 100.000 $      | North             | Immortals         | Cloud 9 / Counter Logic Gaming    | Cloud 9 / Counter Logic Gaming    |
| 2017 Denver                      | 100.000 $      | Cloud 9           | BIG               | mousesports / Renegades           | mousesports / Renegades           |
| 2017 Winter                      | 100.000 $      | Natus Vincere     | mousesports       | Gambit Gaming / Team EnVyUs       | Gambit Gaming / Team EnVyUs       |
| 2018 Marseille (Masters)         | 250.000 $      | Astralis          | Natus Vincere     | Gambit Gaming / fnatic            | Gambit Gaming / fnatic            |
| 2018 Tours                       | 100.000 $      | North             | HellRaisers       | Gambit Gaming / Godsent           | Gambit Gaming / Godsent           |
| 2018 Austin                      | 100.000 $      | Space Soldiers    | Rogue             | Fragsters / Heroic                | Fragsters / Heroic                |
| 2018 Summer                      | 100.000 $      | The Imperial      | OpTic Gaming      | Gambit Gaming / North             | Gambit Gaming / North             |
| 2018 Valencia                    | 100.000 $      | North             | Luminosity Gaming | Fragsters / Heroic                | Fragsters / Heroic                |
| 2018 Stockholm (Masters)         | 250.000 $      | North             | Astralis          | mousesports / Ninjas in Pyjamas   | mousesports / Ninjas in Pyjamas   |
| 2018 Montreal                    | 100.000 $      | Team Kinguin      | ENCE eSports      | AGO Esports / The Imperial        | AGO Esports / The Imperial        |
| 2018 Atlanta                     | 100.000 $      | Team Vitality     | Luminosity Gaming | compLexity / Ghost Gaming         | compLexity / Ghost Gaming         |
| 2018 Winter                      | 100.000 $      | ENCE eSports      | Bravado Gaming    | Heroic / x6tence Galaxy           | Heroic / x6tence Galaxy           |
| 2018 Mumbai (Invitational)       | ~35.000 $      | Bravado Gaming    | Signify           | Energy Esports                    | Entity Gaming                     |
| 2019 Leipzig (Winter National)   | 011.000 €      | Sprout            | expert eSport     | ALTERNATE aTTaX                   | Unicorns of Love                  |
| 2019 Rio d. J.                   | 100.000 $      | AVANGAR           | FURIA Esports     | Sharks Esports / Valiance         | Sharks Esports / Valiance         |
| 2019 Tours                       | 100.000 $      | mousesports       | Valiance & Co     | AVANGAR / G2 Esports              | AVANGAR / G2 Esports              |
| 2019 Dallas (Masters)            | 250.000 $      | Team Liquid       | ENCE eSports      | FaZe Clan / FURIA                 | FaZe Clan / FURIA                 |
| 2019 Summer                      | 100.000 $      | OpTic Gaming      | Team Ancient      | Aristocracy / Tricked eSports     | Aristocracy / Tricked eSports     |
| 2019 Malmö (Masters)             | 250.000 $      | Fnatic            | Team Vitality     | Astralis / Natus Vincere          | Astralis / Natus Vincere          |
| 2019 Rotterdam                   | 100.000 $      | CR4ZY             | Heroic            | AVANGAR / forZe                   | AVANGAR / forZe                   |
| 2019 Winter                      | 100.000 $      | forZe             | Tricked eSports   | CR4ZY / Europa Godsent            | CR4ZY / Europa Godsent            |
| 2019 Dehli (Invitational)        | 3.900.000 ₹    | pro100            | HellRaisers       | YaLLa Esports / Goliath Gaming    | YaLLa Esports / Goliath Gaming    |
| 2019 Sevilla                     | 100.000 $      | North             | CR4ZY             | Godsent / MAD Lions               | Godsent / MAD Lions               |
| 2020 Leipzig                     | 100.000 $      | BIG               | Renegades         | Heroic / MAD Lions                | Heroic / MAD Lions                |
| 2020 Anaheim                     | 100.000 $      | Gen.G Esports     | FURIA Esports     | compLexity / North                | compLexity / North                |
| 2022 Rotterdam (ESL Challenger)  | 100.000 $      | Outsiders         | ENCE Esports      | Eternal Fire / mousesports        | Eternal Fire / mousesports        |

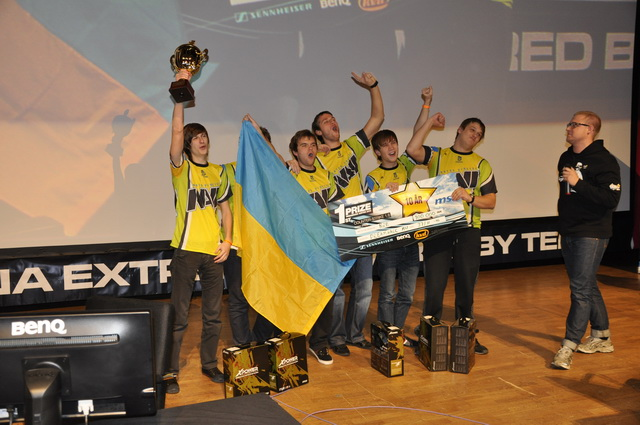
Natus Vincere auf der DreamHack Winter 2010
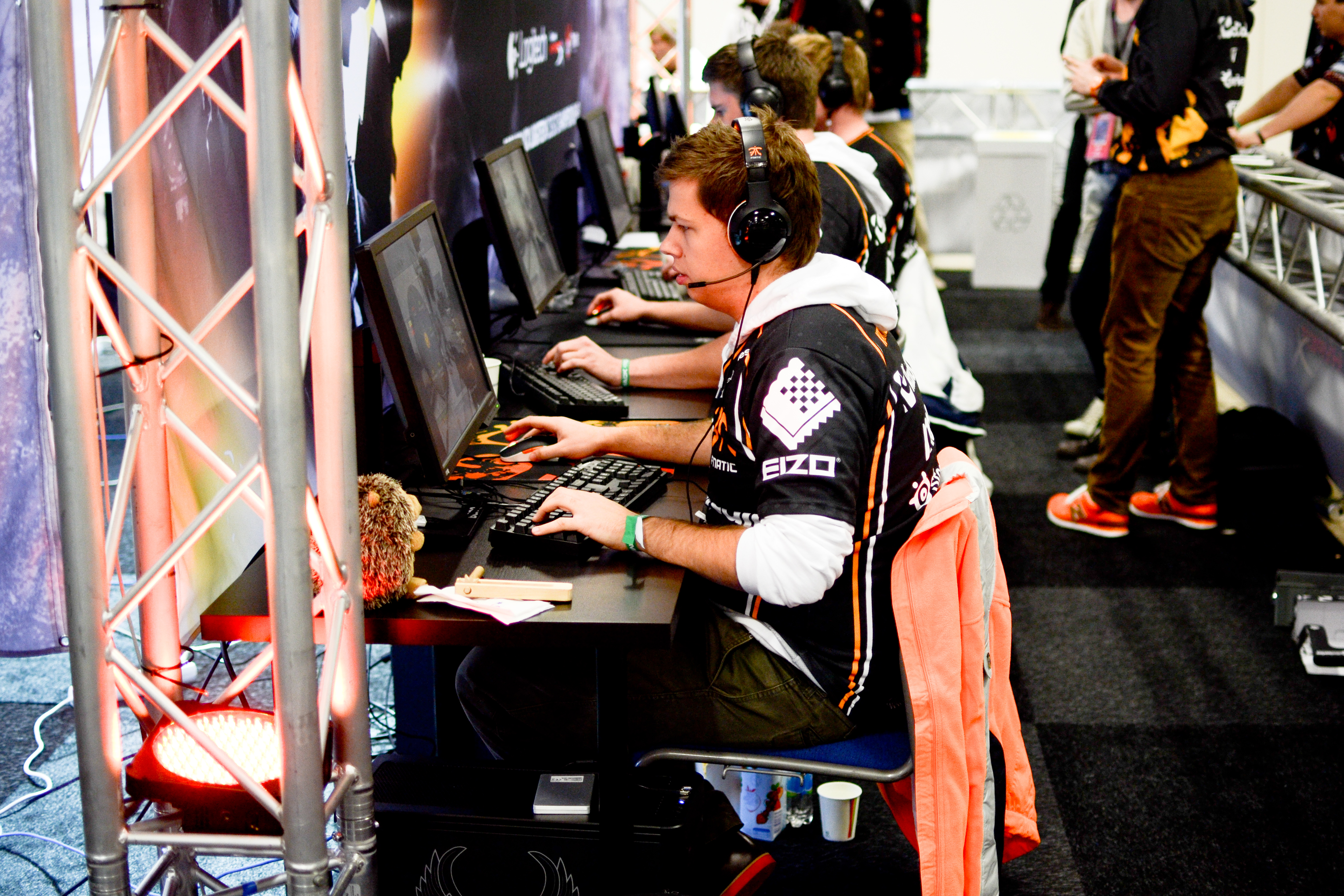
Fnatic auf der DreamHack Summer 2012
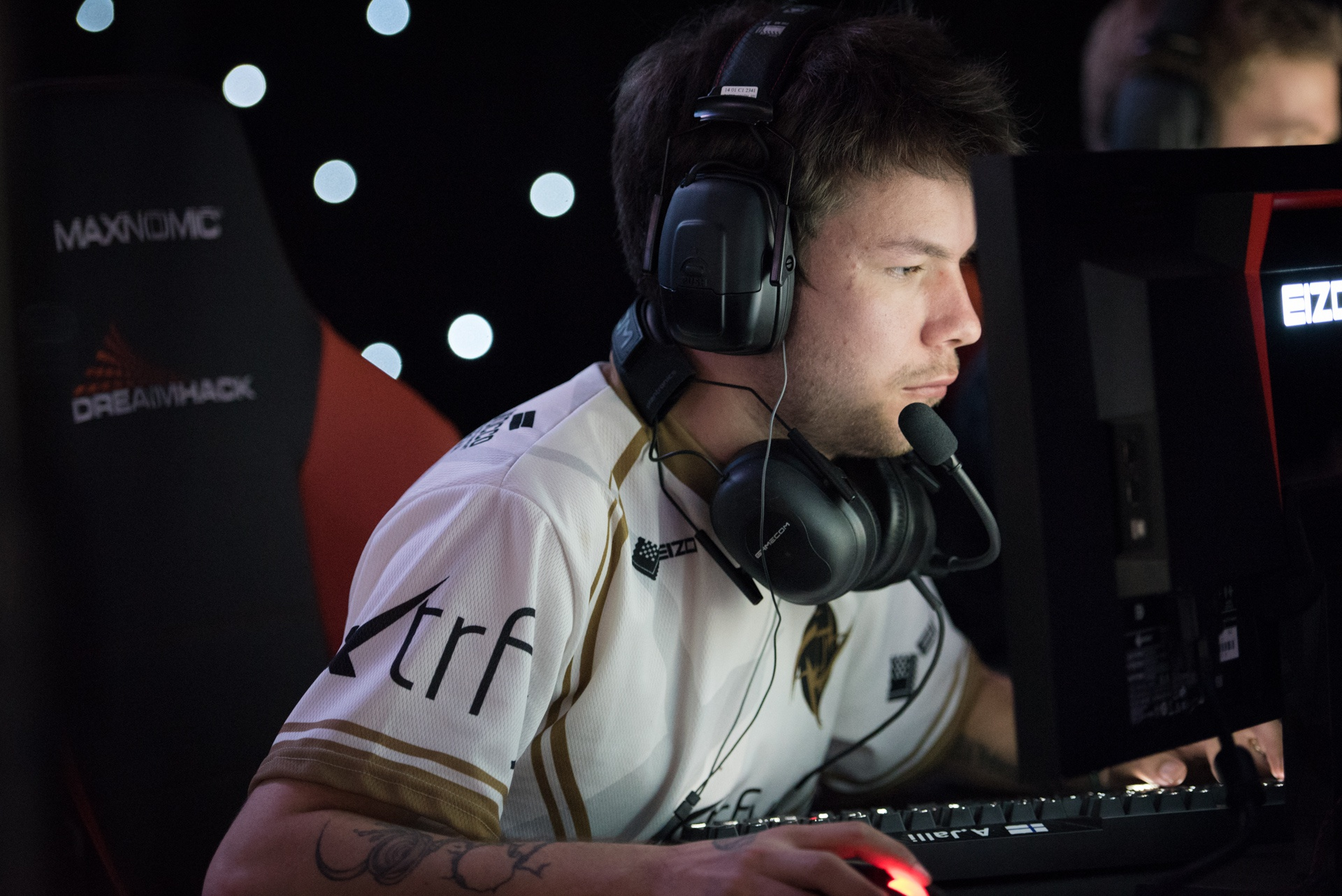
Allu von Ninjas in Pyjamas auf der DreamHack Summer 2015
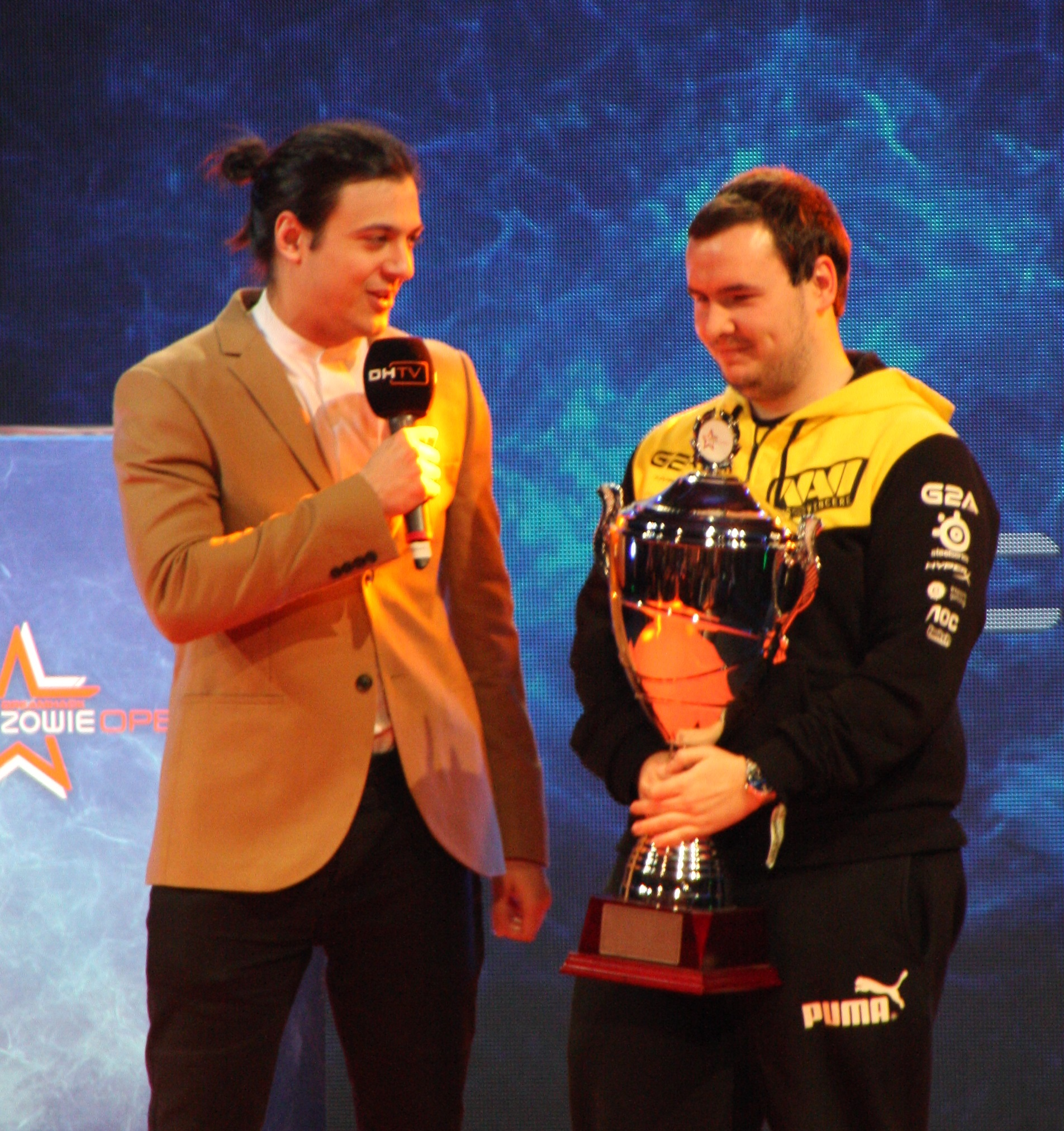
GuardiaN im Interview auf der DreamHack Leipzig 2016
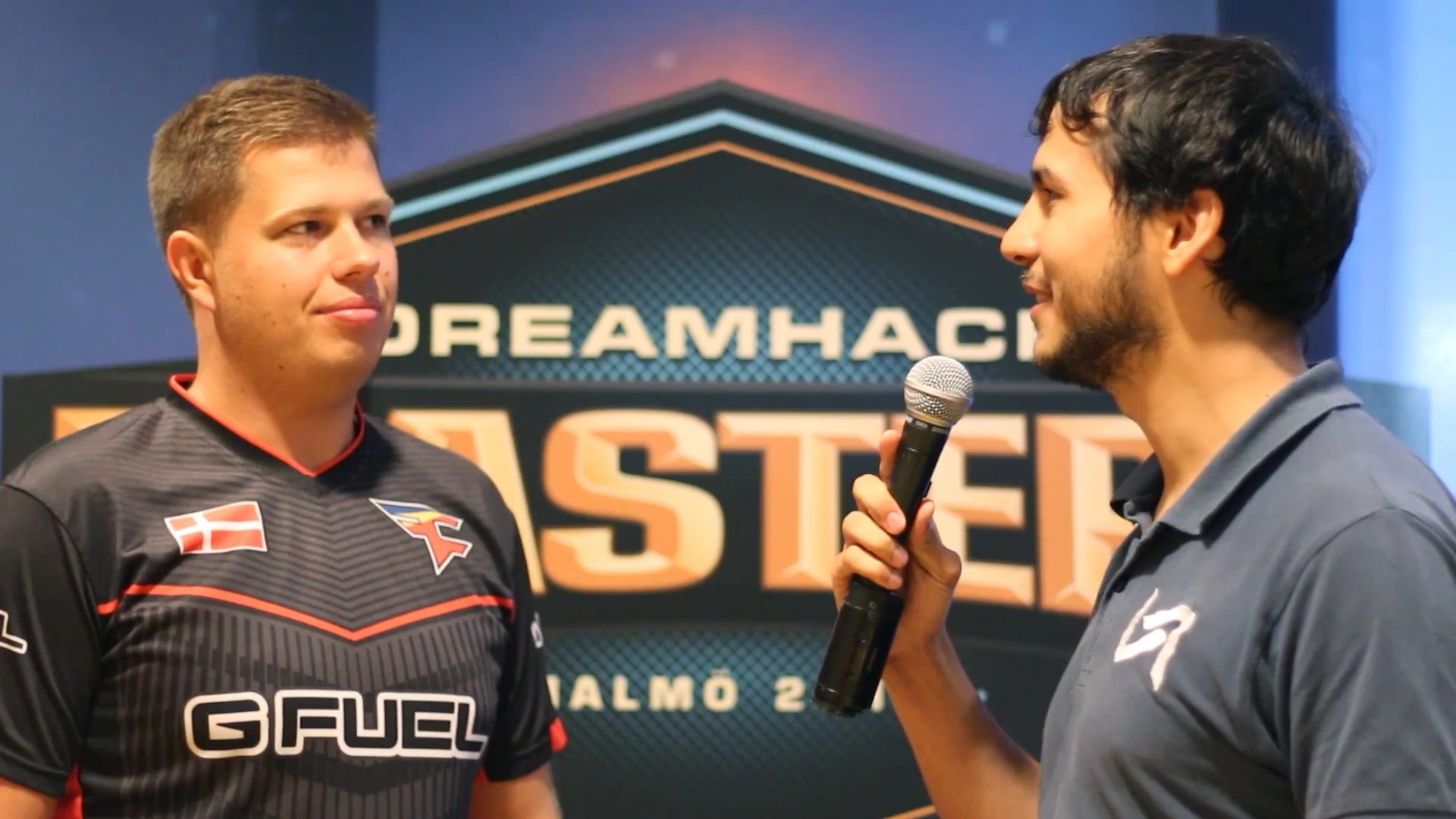
karrigan beim DreamHack Masters Malmö 2017
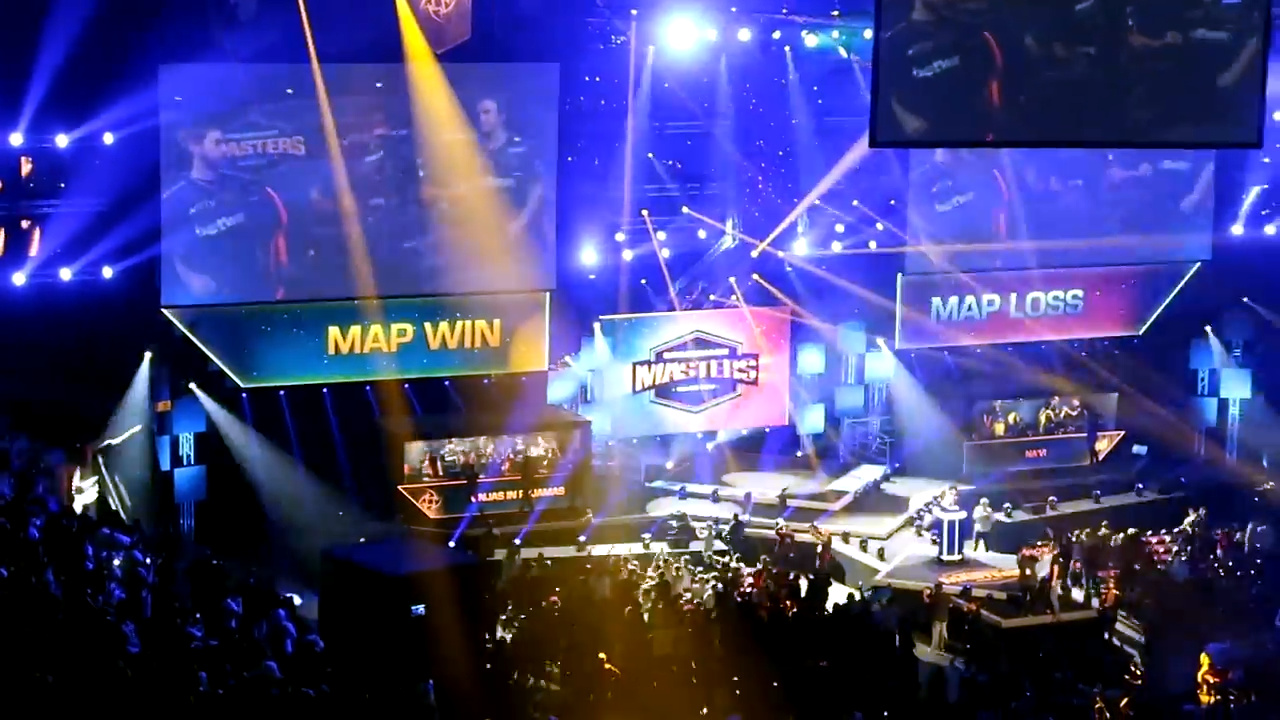
Ninjas in Pyjamas gegen Natus Vincere beim DreamHack Masters Malmö 2017

### Counter-Strike (Damen)
Ego-Shooter, 5er-Teams
| Jahr, Austragungsort             | Preisgeld      | Platz 1               | Platz 2              | Platz 3                               | Platz 4                               |
| Counter-Strike                   | Counter-Strike | Counter-Strike        | Counter-Strike       | Counter-Strike                        | Counter-Strike                        |
| -------------------------------- | -------------- | --------------------- | -------------------- | ------------------------------------- | ------------------------------------- |
| 2007 Summer                      | ca. 4.000 $    | unFinished            | Eyeballers Female    | Megapolis                             | Team-Temptation                       |
| 2010 Winter                      | 40.000 SEK     | Team ALTERNATE F.     | Millenium Ladies     | Team Thermaltake / mousesports female | Team Thermaltake / mousesports female |
| Counter-Strike: Global Offensive |                |                       |                      |                                       |                                       |
| 2017 Summer(ESU Masters)         | 10.000 €       | Dynasty Gaming Female | London Conspiracy F. | Riot Gaming / Team expert Female      | Riot Gaming / Team expert Female      |
| 2019 Valencia (Showdown)         | 100.000 $      | Beşiktaş Esports      | CLG Red              | Demise Female / Dignitas Female       | Demise Female / Dignitas Female       |

### DotA
MOBA/ARTS, 5er-Teams
| Jahr, Austragungsort              | Preisgeld                    | Platz 1                      | Platz 2                      | Platz 3                      | Platz 4                      |
| WC3: Defense of the Ancients      | WC3: Defense of the Ancients | WC3: Defense of the Ancients | WC3: Defense of the Ancients | WC3: Defense of the Ancients | WC3: Defense of the Ancients |
| --------------------------------- | ---------------------------- | ---------------------------- | ---------------------------- | ---------------------------- | ---------------------------- |
| 2006 Winter                       | 05.000 SEK                   | MeetYourMakers               | cZar                         | unbekannt                    | unbekannt                    |
| 2007 Summer                       | 052.000 SEK                  | MeetYourMakers               | Team Team                    | Team NIF                     | unbekannt                    |
| 2007 Winter                       | 052.000 SEK                  | MeetYourMakers               | SK Gaming                    | Zenith                       | unbekannt                    |
| 2008 Summer                       | 043.000 SEK                  | SK Gaming                    | Evil Geniuses                | MeetYourMakers               | Mom equals Toilet            |
| 2008 Winter                       | 043.000 SEK                  | MeetYourMakers               | SK Gaming                    | mousesports                  | unbekannt                    |
| 2009 Summer                       | 021.000 SEK                  | The Last Try                 | Ravens                       | Forget.Dota                  | unbekannt                    |
| Dota 2                            |                              |                              |                              |                              |                              |
| 2011 Winter                       | 0100.000 SEK                 | Wild Honey Badgers           | Fnatic                       | SK Gaming                    | NFO                          |
| 2012 Summer                       | 0200.000 SEK                 | Mortal Teamwork              | Natus Vincere                | Empire                       | Fnatic                       |
| 2012 Valencia                     | 04.000 €                     | Fnatic                       | Ases e-Sports Club           | Inferno e-Sports             | The GD Team                  |
| 2012 Winter                       | 0200.000 SEK                 | NoTideHunter                 | Evil Geniuses                | Empire                       | Fnatic                       |
| 2013 Summer                       | 0300.000 SEK                 | Alliance                     | Quantic Gaming               | Evil Geniuses                | Team Dignitas                |
| 2013 Winter                       | 050.000 $                    | Natus Vincere                | Fnatic                       | Alliance                     | Team Liquid                  |
| 2014 Bucharest                    | 030.790 $                    | Alliance                     | Cloud 9                      | Natus Vincere                | Fnatic                       |
| 2014 Summer (Season 1 Finals)     | 0265.257 $                   | Alliance                     | Cloud 9                      | Team Empire                  | mousesports                  |
| 2014 Winter (Season 2 Finals)     | 0113.903 $                   | Evil Geniuses                | Cloud 9                      | Virtus.pro                   | Virtus.pro Polar             |
| 2015 Summer (Season 3 Finals)     | 0142.187 $                   | Virtus.pro                   | Natus Vincere                | Ninjas in Pyjamas            | Alliance                     |
| 2015 Winter (Season 4 Finals)     | 0150.000 $                   | Team OG                      | Team Empire                  | 4 Clover & Lepricon          | Alliance                     |
| 2016 Summer (Season 5 Finals)     | 0111.000 $                   | Team OG                      | Natus Vincere                | Virtus.pro                   | No Diggity                   |
| 2016 Winter (Season 6 Finals)     | 0185.000 $                   | Team Liquid                  | Escape Gaming                | Alliance                     | The Imperial                 |
| 2017 Atlanta (Season 7 Finals)    | 0175.000 $                   | Team Liquid                  | Planet Odd                   | Team Secret                  | Vega Squadron                |
| 2017 Winter (Season 8 Finals)     | 1.000.000 $                  | Team Secret                  | Team Liquid                  | Evil Geniuses                | Natus Vincere                |
| 2018 Stockholm (Season 9 Finals)  | 0300.000 $                   | Team Secret                  | fnatic                       | Team Liquid                  | Newbee                       |
| 2018 Stockholm (Season 10 Finals) | 0300.000 $                   | Tigers                       | Natus Vincere                | Royal Never Give Up          | Infamous                     |
| 2018 Mumbai                       | ~35.000 $                    | Mineski                      | Neon Esports                 | Signify                      | LXG Esports                  |
| 2019 Stockholm (Season 11 Finals) | 1.000.000 $                  | Vici Gaming                  | Virtus.pro                   | Fnatic                       | Team Secret                  |
| 2019 Rotterdam (Season 12 Finals) | 0250.000 $                   | Alliance                     | Demon Slayers                | Ninjas in Pyjamas            | Alliance                     |
| 2020 Leipzig (Season 13 Finals)   | 1.000.000 $                  | Team Secret                  | Evil Geniuses                | Vici Gaming                  | Alliance                     |

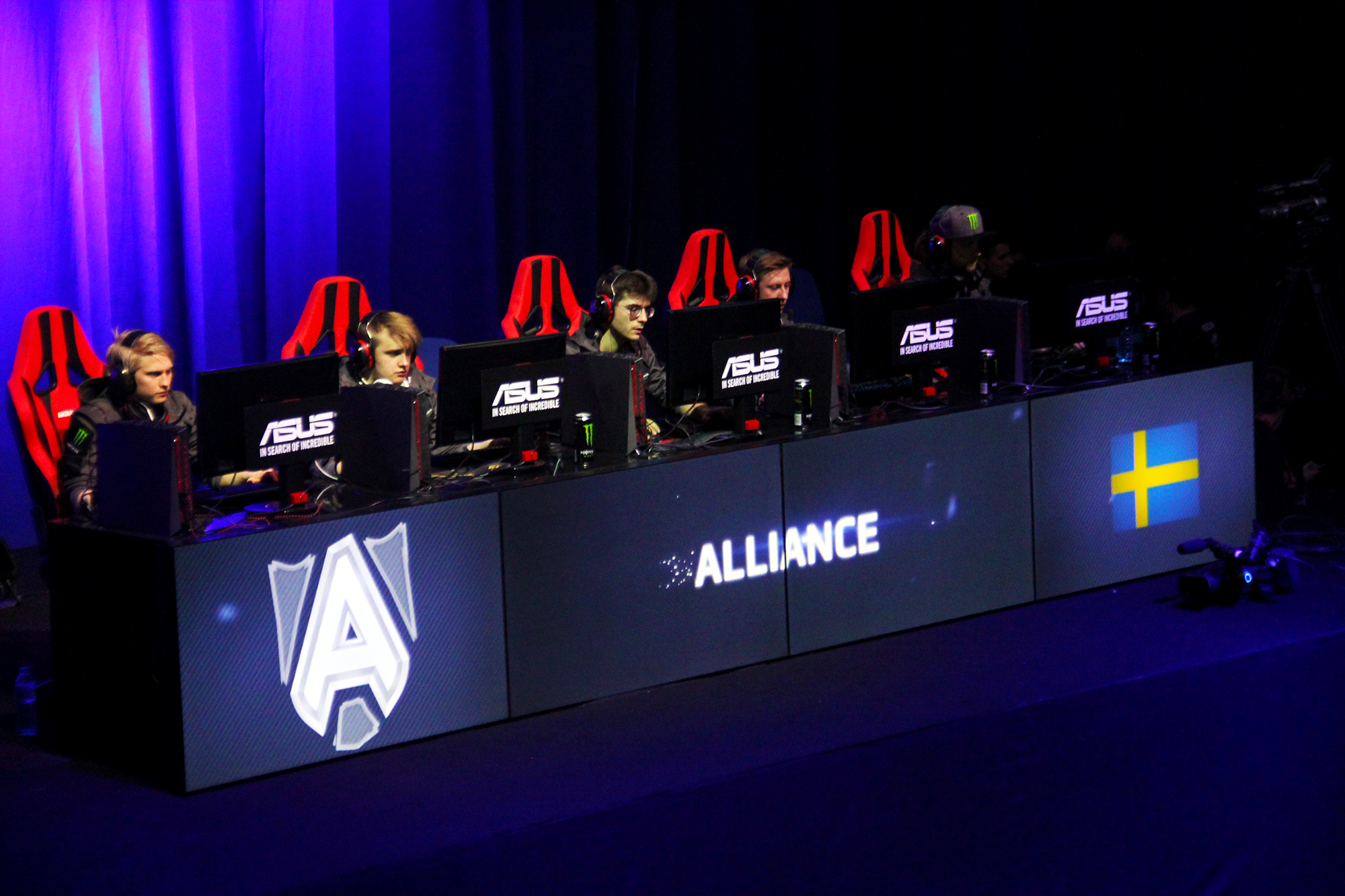
Alliance auf der DreamHack Summer 2015
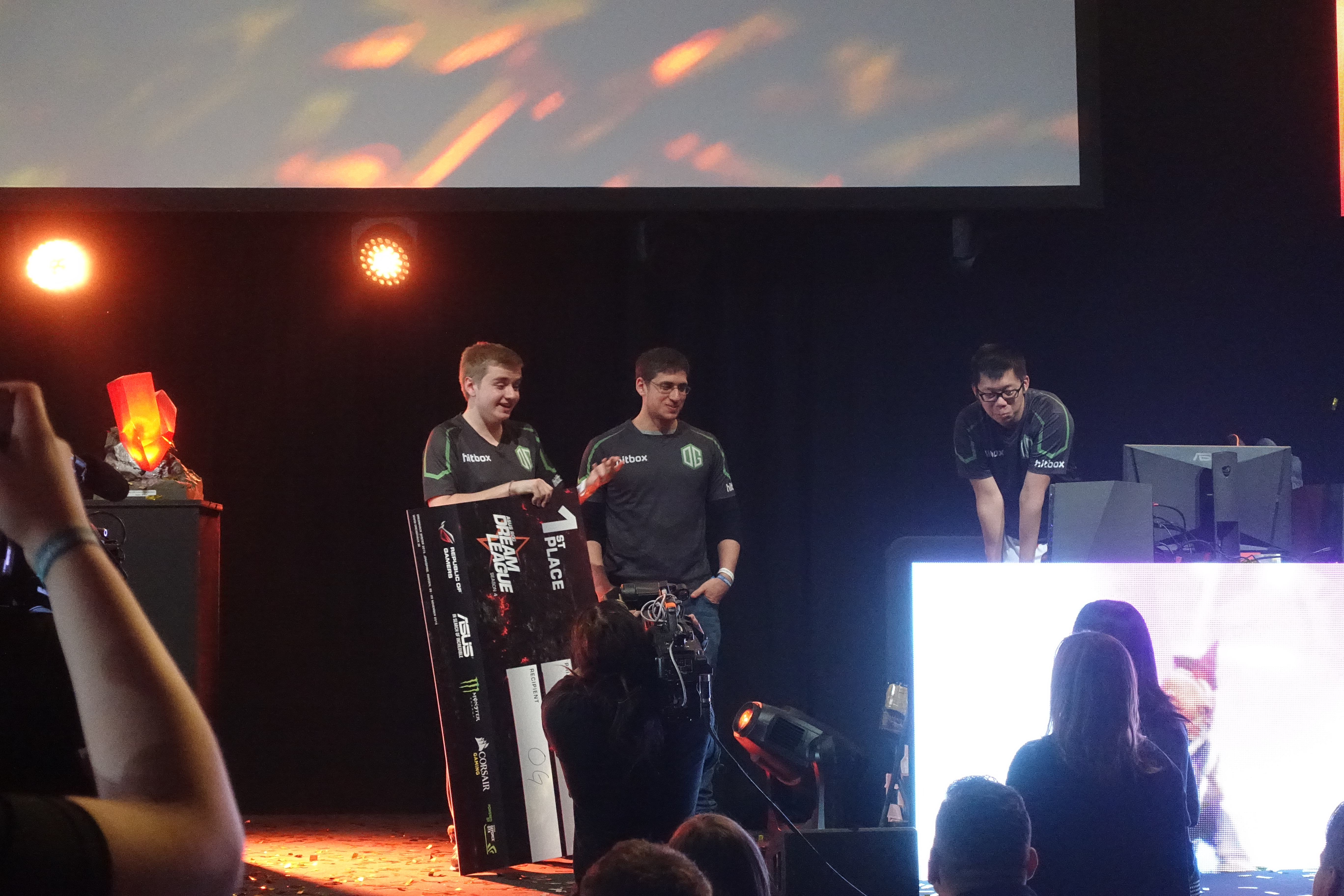
Team OG gewinnt die Dreamleague Season 4
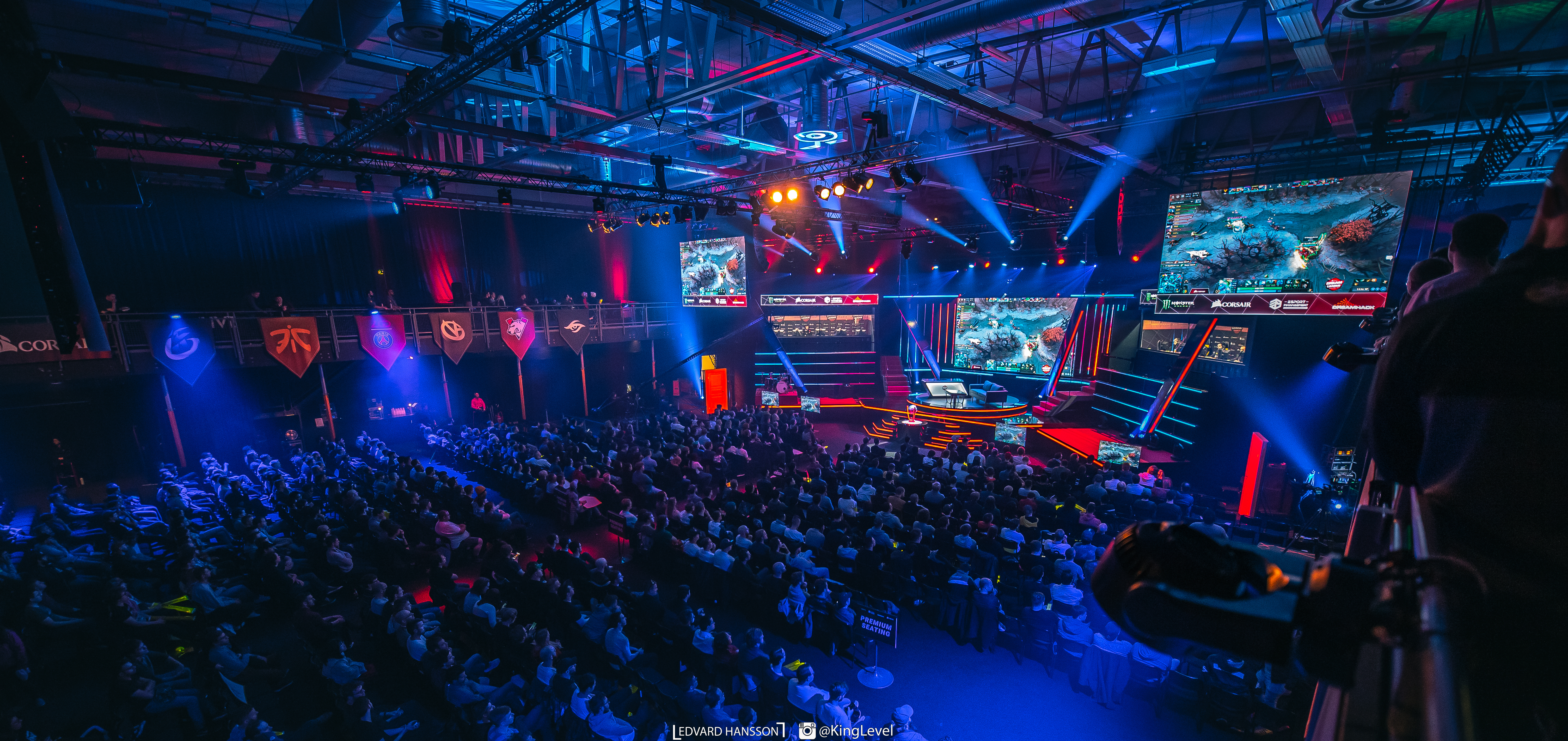
Dreamleauge Major Stockholm 2019

### Farming Simulator
Landwirtschafts-Simulator, 3er-Team
| Jahr, Austragungsort | Preisgeld            | Platz 1              | Platz 2              | Platz 3                     | Platz 4                     |
| Farming Simulator 19 | Farming Simulator 19 | Farming Simulator 19 | Farming Simulator 19 | Farming Simulator 19        | Farming Simulator 19        |
| -------------------- | -------------------- | -------------------- | -------------------- | --------------------------- | --------------------------- |
| 2020 Leipzig         | 12.000 €             | Trelleborg Team      | GRIMME               | Die Landeier / Team Lindner | Die Landeier / Team Lindner |

### FIFA
Fußballsimulation, Einzel
| Jahr, Austragungsort | Preisgeld | Platz 1    | Platz 2 | Platz 3 | Platz 4 |
| FIFA 16              | FIFA 16   | FIFA 16    | FIFA 16 | FIFA 16 | FIFA 16 |
| -------------------- | --------- | ---------- | ------- | ------- | ------- |
| 2016 Leipzig         | 5.000 €   | Dr. Erhano | STYLO   | SaLz0r  | D4VID0  |

### Fortnite
Battle Royale, Einzel und Doppel (ZB = "Zero Build"-Modus)
| Jahr, Austragungsort    | Preisgeld      | Platz 1          | Platz 2          | Platz 3       | Platz 4              |
| ----------------------- | -------------- | ---------------- | ---------------- | ------------- | -------------------- |
| 2018 Montreal (Doppel)  | 5.000 $        | Grizzlys Esports | Team Savage      | Alpha 1       | ?                    |
| 2020 Anaheim            | 250.000 $      | MrSavage         | Bizzle           | nanolite      | RepulseGod           |
| 2022 Dallas             | 25.000 $       | Ritual           | verT             | Walay         | MooseGGs             |
| 2022 Summer             | 100.000 $      | Setty            | Kami             | Clement       | Vadeal               |
| 2022 Summer             | 100.000 $ (ZB) | Hijoe            | Vadeal           | Th0masHD      | Snayzy               |
| 2022 Atlanta            | 100.000 $      | Boltz            | PaMstou          | casqer        | Ajerss               |
| 2022 Winter             | 100.000 $      | JannisZ          | rezon ay         | Cheatiin      | Vadeal               |
| 2023 San Diego (Doppel) | 250.000 $      | Kwanti / Threats | Ajerss / Khanada | Opt / Pfluger | Axeforce / Vortexers |

### H1Z1
Battle Royale, Einzel und 5er-Teams
| Jahr, Austragungsort | Preisgeld        | Platz 1       | Platz 2              | Platz 3 | Platz 4  |
| Quake 4              | Quake 4          | Quake 4       | Quake 4              | Quake 4 | Quake 4  |
| -------------------- | ---------------- | ------------- | -------------------- | ------- | -------- |
| 2017 Winter          | 100.000 $ (Solo) | OliverGC      | siigN                | MP      | Zinko77  |
| 2017 Winter          | 150.000 $ (Team) | Impact Gaming | Counter Logic Gaming | Method  | Vitality |

### Halo
Ego-Shooter, 4er-Teams
| Jahr, Austragungsort | Preisgeld         | Platz 1           | Platz 2           | Platz 3           | Platz 4            |
| Halo 5: Guardians    | Halo 5: Guardians | Halo 5: Guardians | Halo 5: Guardians | Halo 5: Guardians | Halo 5: Guardians  |
| -------------------- | ----------------- | ----------------- | ----------------- | ----------------- | ------------------ |
| 2017 Atlanta         | 200.000 $         | Splyce            | OpTic Gaming      | Team EnVyUs       | Team Liquid        |
| 2017 Denver          | 200.000 $         | OpTic Gaming      | Team Liquid       | Splyce            | Team EnVyUs        |
| 2018 Atlanta         | 300.000 $         | ⁠TOX Gaming        | Reciprocity       | Renegades         | Splyce             |
| Halo 3               |                   |                   |                   |                   |                    |
| 2019 Dallas          | 50.000 $          | TOX Gaming        | Falling Esports   | Team Reciprocity  | Denial Esports     |
| 2019 Atlanta         | 50.000 $          | ⁠TOX Gaming        | Lux Gaming        | Team Mantra       | Simplicity Esports |
| Halo: Reach          |                   |                   |                   |                   |                    |
| 2020 Anaheim         | 50.000 $          | Team Mantra       | Unlimited         | Sentinels         | Nfinite            |

### Hearthstone
Trading Card Game, Einzel
| Jahr, Austragungsort    | Preisgeld | Platz 1           | Platz 2      | Platz 3                 | Platz 4                 |
| ----------------------- | --------- | ----------------- | ------------ | ----------------------- | ----------------------- |
| 2014 Bucharest          | 10.000 $  | Gaara             | Danielctin14 | Amaz / Rdu              | Amaz / Rdu              |
| 2014 Summer             | 25.000 $  | Rdu               | Amaz         | Realz / Reynad          | Realz / Reynad          |
| 2014 Valencia           | 03.000 €  | Thalai            | ek0p         | Torlk / fr0d0b0ls0n     | Torlk / fr0d0b0ls0n     |
| 2014 Bucharest Masters  | 10.000 $  | ThijsNL           | Gaara        | ek0p / Stijn            | ek0p / Stijn            |
| 2014 Winter             | 25.000 $  | Kolento           | ThijsNL      | Lifecoach / StrifeCro   | Lifecoach / StrifeCro   |
| 2015 Bukarest           | 10.000 $  | StanCifka         | Firebat      | Lothar / Powder         | Lothar / Powder         |
| 2015 Tours              | 03.000 €  | Tars              | Wolwiloreal  | Den                     | ?                       |
| 2015 Summer             | 40.000 $  | Tiddler Celestial | Dog          | AKAWonder / Chakki      | AKAWonder / Chakki      |
| 2015 Valencia           | 10.000 $  | Greensheep        | Blackout     | Thalai / weasel2259     | Thalai / weasel2259     |
| 2015 Cluj-Napoca        | 25.000 $  | hanniballz2       | Faeli        | Kevineter / Modernleper | Kevineter / Modernleper |
| 2015 Winter             | 40.000 $  | PurpleDrank       | Ersee        | Greensheep / Hoej       | Greensheep / Hoej       |
| 2016 Leipzig (ASUS ROG) | 09.500 $  | Orange            | SuperJJ      | Ek0p / MrYagut          | Ek0p / MrYagut          |
| 2016 Austin             | 27.500 $  | Chakki            | TerrenceM    | JBillyB / Payton        | JBillyB / Payton        |
| 2016 Summer             | 27.500 $  | Rdu               | Fr0zen       | Hoej / Slugg            | Hoej / Slugg            |
| 2016 Valencia           | 27.500 $  | Evangelion        | Crane        | StanCifka / Ruboo       | StanCifka / Ruboo       |
| 2016 Winter             | 27.500 $  | Mitsuhide         | Weghuz       | TheFallen / Un33D       | TheFallen / Un33D       |
| 2017 Austin             | 25.000 $  | shoop             | MrLEGO       | Trump / Reynad          | Trump / Reynad          |
| 2017 Tours              | 05.000 $  | Jvetenor          | Ek0p         | Kakuch                  | Mimring                 |
| 2017 Summer             | 25.000 $  | Orange            | espumito     | Xixo / zumpp            | Xixo / zumpp            |
| 2017 Valencia           | 25.000 $  | HariSeldon        | xl3en        | Meliador / Nothum       | Meliador / Nothum       |
| 2017 Atlanta            | 25.000 $  | DrJikininki       | noblord      | JustSaiyan / Naiman     | JustSaiyan / Naiman     |
| 2017 Montreal           | 25.000 $  | Muzzy             | Seohyun      | HotMEOWTH / Insom       | HotMEOWTH / Insom       |
| 2017 Denver             | 25.000 $  | Ike               | DrJikininki  | Monsanto / Rosty        | Monsanto / Rosty        |
| 2017 Winter             | 25.000 $  | zumpp             | Vanik        | Un33d / Swaggermeist    | Un33d / Swaggermeist    |
| 2018 Leipzig            | 10.000 $  | Zananananan       | Dethelor     | Entires / Flubba        | Entires / Flubba        |
| 2018 Austin             | 15.000 $  | Amnesiac          | Zalae        | Fenomeno / yoitsflo     | Fenomeno / yoitsflo     |
| 2018 Summer             | 15.000 $  | Furyhunter        | PenhaDani    | Faeli / Greensheep      | Faeli / Greensheep      |
| 2018 Montreal           | 15.000 $  | JustSaiyan        | Fenomeno     | Gallon213 / Impact      | Gallon213 / Impact      |
| 2020 Anaheim            | 2.500 $   | Flamekilla        | Fitzy        | Itachi / MoleStar       | Itachi / MoleStar       |

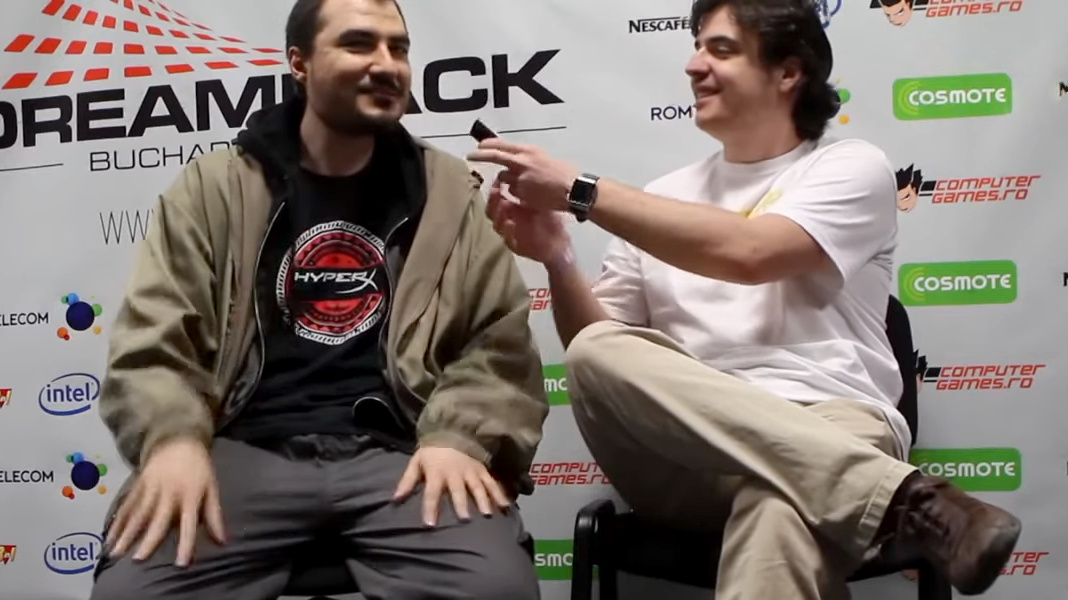
Kripparrian im Interview auf der DreamHack Bukarest 2015
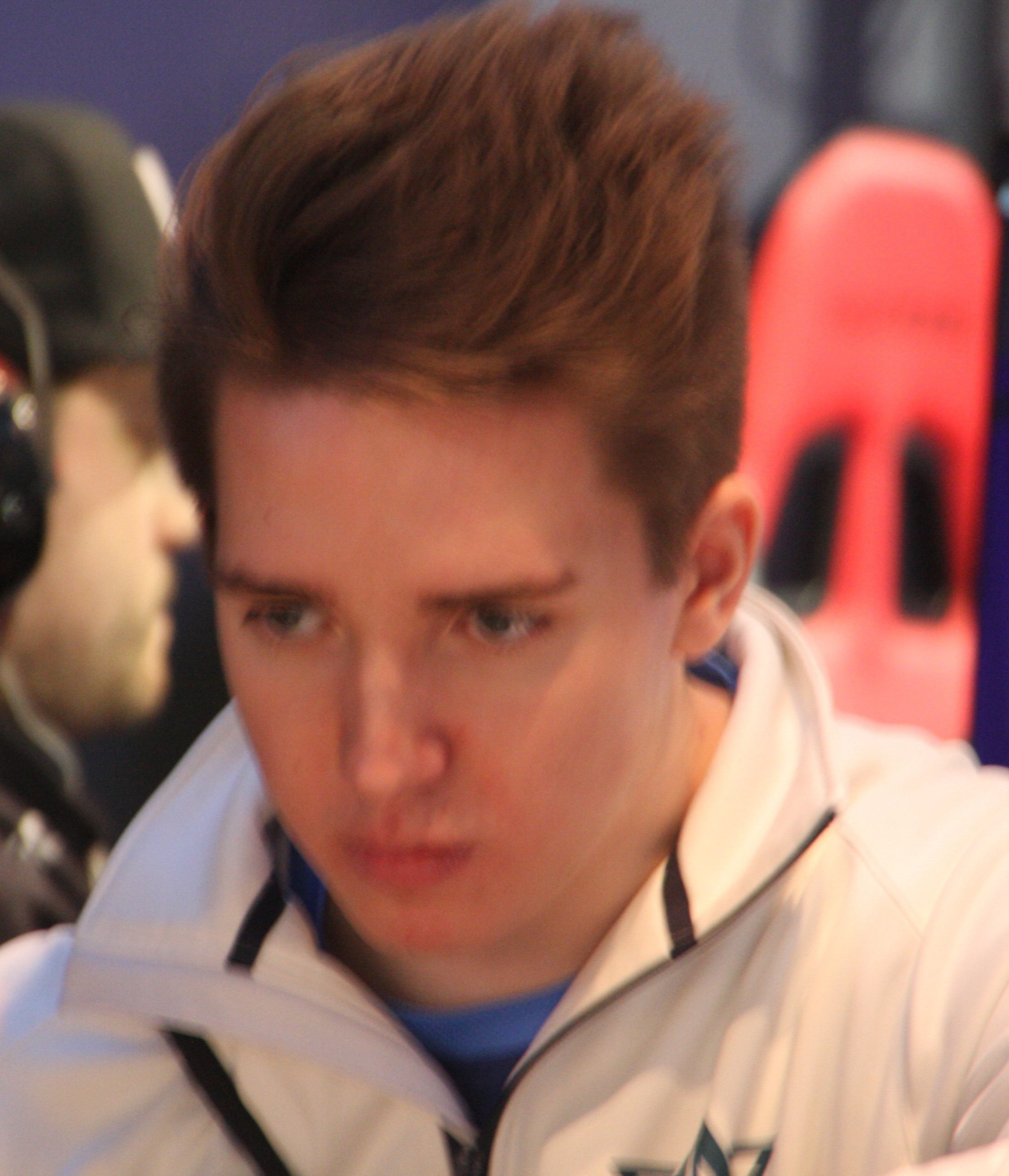
Orange auf der DreamHack Leipzig 2016
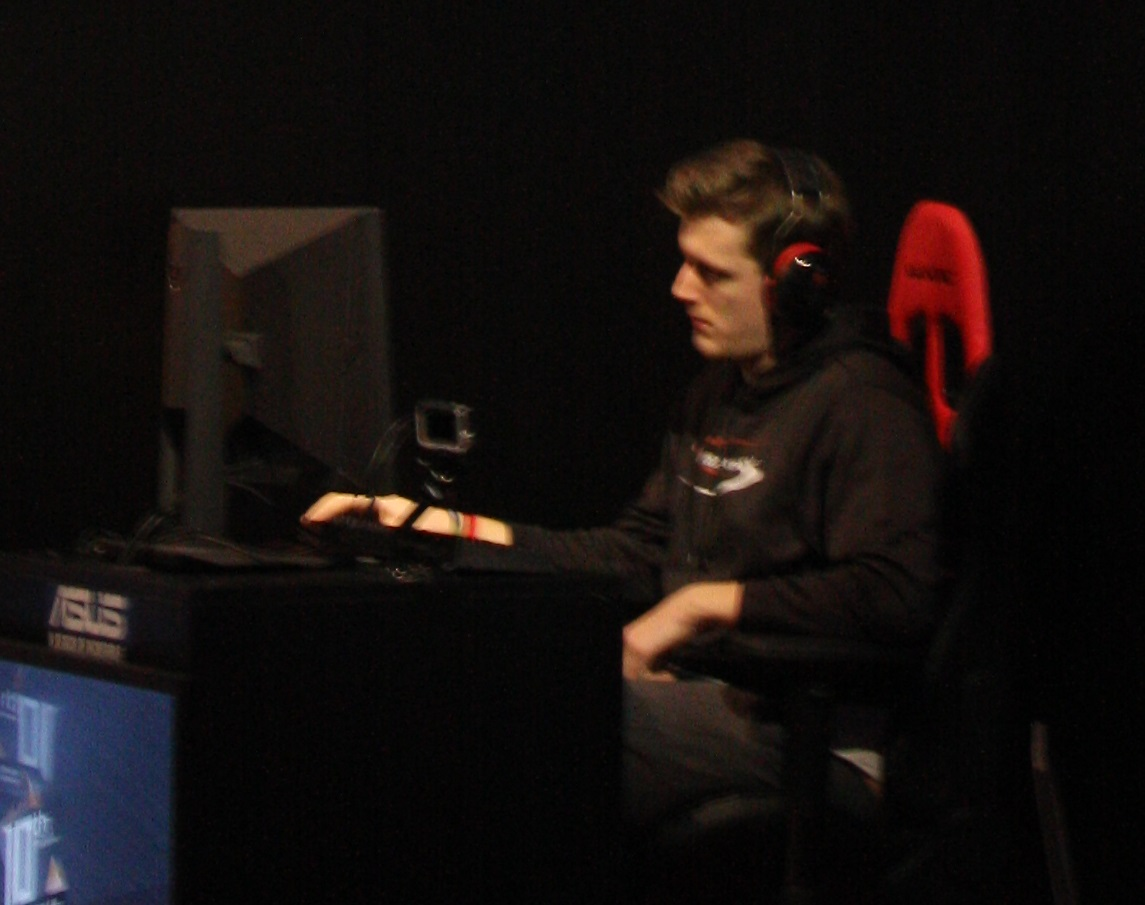
SuperJJ auf der DreamHack Leipzig 2016

### Heroes of Newerth
MOBA/ARTS, 5er-Teams
| Jahr, Austragungsort | Preisgeld   | Platz 1           | Platz 2        | Platz 3                | Platz 4                |
| -------------------- | ----------- | ----------------- | -------------- | ---------------------- | ---------------------- |
| 2010 Summer          | 170.000 SEK | KD Gaming         | Fnatic         | Druidz                 | unbekannt              |
| 2010 Winter          | 100.000 SEK | Fnatic            | Druidz         | Binary Evasion         | unbekannt              |
| 2011 Summer          | 100.000 SEK | Fnatic            | Reason Gaming  | TS-Gaming              | unbekannt              |
| 2011 Winter          | 300.000 SEK | Fnatic            | Frenetic Array | Lions                  | Trademark eSports      |
| 2012 Summer          | 350.000 SEK | Fnatic            | Tt eSports     | blackfade.org          | unbekannt              |
| 2012 Winter          | 400.000 SEK | Trademark eSports | compLexity     | Tt eSports             | Orange eSports         |
| 2013 Summer          | 200.000 SEK | Stay Green        | compLexity     | Stay Green EU          | unbekannt              |
| 2013 Winter          | 200.000 SEK | Stay Green        | Denial eSports | Too Much Sugar / Lions | Too Much Sugar / Lions |
| 2015 Summer          | 200.000 SEK | Neo.MMR           | Reason Gaming  | Sync / compLexity      | Sync / compLexity      |

### Heroes of the Storm
MOBA/ARTS, 5er-Teams
| Jahr, Austragungsort | Preisgeld | Platz 1       | Platz 2         | Platz 3                               | Platz 4                               |
| -------------------- | --------- | ------------- | --------------- | ------------------------------------- | ------------------------------------- |
| 2015 Bukarest        | 010.000 € | Team Liquid   | Gamers2         | SK Gaming                             | Fnatic                                |
| 2015 Tours           | 05.000 €  | Natus Vincere | MadCorps Gaming | Team ALTERNATE                        | Imaginary Gaming                      |
| 2015 Summer          | 010.000 $ | Team Liquid   | Gamers2         | Natus Vincere                         | Fnatic                                |
| 2015 Valencia        | 015.000 $ | Team Liquid   | Natus Vincere   | Gamers2                               | Team Roccat                           |
| 2015 Winter          | 025.000 $ | Fnatic        | Team Liquid     | mYinsanity / Team Dignitas            | mYinsanity / Team Dignitas            |
| 2016 Austin          | 100.000 $ | Team Naventic | Cloud 9         | COGnitive Gaming / Gale Force eSports | COGnitive Gaming / Gale Force eSports |
| 2016 Tours           | 100.000 $ | mYinsanity    | Fnatic          | Team Liquid / teh89                   | Team Liquid / teh89                   |
| 2016 Summer          | 100.000 $ | Team Dignitas | Fnatic          | mYinsanity / Team Liquid              | mYinsanity / Team Liquid              |
| 2017 Summer          | 250.000 $ | Fnatic        | Team Dignitas   | L5 / MVP Black                        | L5 / MVP Black                        |
| 2018 Summer          | 250.000 $ | Gen.G         | Team Dignitas   | Tempest / Tempo Storm                 | Tempest / Tempo Storm                 |

### League of Legends
MOBA/ARTS, 5er-Teams
| Jahr, Austragungsort            | Preisgeld   | Platz 1                 | Platz 2                 | Platz 3                         | Platz 4                         |
| ------------------------------- | ----------- | ----------------------- | ----------------------- | ------------------------------- | ------------------------------- |
| 2011 Summer (Weltmeisterschaft) | 100.000 $   | Fnatic                  | against All authority   | Team SoloMid                    | Epik Gamer                      |
| 2012 Summer                     | 040.000 $   | Counter Logic Gaming EU | Moscow Five             | Team Curse EU                   | Fnatic                          |
| 2012 Valencia                   | 05.000 €    | Millenium               | x6tence                 | GIANTS! Gaming                  | GSU Gaming                      |
| 2012 Bucharest                  | 04.000 €    | Team WinFakt            | Team Mistral            | MyRevenge Romania               | NeXtPlease! Gaming              |
| 2012 Winter                     | 330.000 SEK | Fnatic                  | Counter Logic Gaming EU | Copenhagen Wolves               | Sju Sjösjuka Sjömän             |
| 2013 Summer                     | 195.000 SEK | Copenhagen Wolves       | Dark Passage            | Eternity Gaming                 | Heimerdinger's Colossi          |
| 2013 Valencia                   | 05.000 €    | Millenium               | Wizards e-Sports Club   | Comando Elite e-Sports          | mediavida                       |
| 2013 Bucharest                  | 010.000 $   | H2k-Gaming              | Copenhagen Wolves       | The Time Police                 | Millenium                       |
| 2013 Winter                     | 195.000 SEK | SK Gaming               | Kiedyś Miałem Team      | Intellectual Playground         | LowLandLions                    |
| 2014 Summer                     | 195.000 SEK | Ninjas in Pyjamas       | Reason Gaming           | SK Gaming Prime / n!faculty     | SK Gaming Prime / n!faculty     |
| 2014 Valencia                   | 010.000 €   | OverGaming              | Millenium Spirit        | FTW eSports                     | k1ck                            |
| 2014 Winter                     | 200.000 SEK | Viking eSport           | Superdemokraterna       | Rusted Media Gaming / TuckFrump | Rusted Media Gaming / TuckFrump |
| 2015 Tours                      | 010.000 €   | Imaginary Gaming        | Team LDLC               | Millenium                       | against All authority           |
| 2015 Valencia                   | 010.000 €   | Team Dignitas EU        | K1ck Black              | Millenium                       | against All authority           |
| 2015 Winter                     | 050.000 SEK | 3sUP Enterprises        | Klaj does it all        | easybads / SonsOfMary           | easybads / SonsOfMary           |
| 2016 Valencia                   | 010.000 €   | Melty eSport Club       | Valencia CF eSports     | K1ck Black                      | For The Win eSports             |
| 2017 Tours                      | 010.000 €   | Team LDLC               | Millenium               | Veni eSport                     | Beyond The Rift                 |

### Magic: The Gathering Arena
Digital Trading Card Game, Einzel
| Jahr, Austragungsort | Preisgeld | Platz 1    | Platz 2 | Platz 3                    | Platz 4                    |
| -------------------- | --------- | ---------- | ------- | -------------------------- | -------------------------- |
| 2020 Anaheim         | 100.000 $ | littlebeep | Zapgaze | Austin Bursavich / nalkpas | Austin Bursavich / nalkpas |

### Mortal Kombat
Beat ’em up, Einzel
| Jahr, Austragungsort | Preisgeld       | Platz 1         | Platz 2         | Platz 3         | Platz 4         |
| Mortal Kombat X      | Mortal Kombat X | Mortal Kombat X | Mortal Kombat X | Mortal Kombat X | Mortal Kombat X |
| -------------------- | --------------- | --------------- | --------------- | --------------- | --------------- |
| 2015 Summer          | 50.000 SEK      | A F0xy Grampa   | WhiteBl4ck      | Madzin          | MrAquary        |
| Mortal Kombat XL     |                 |                 |                 |                 |                 |
| 2016 Summer          | 14.000 €        | A F0xy Grampa   | TekkenMaster    | Madzin          | MrAquary        |
| Mortal Kombat 11     |                 |                 |                 |                 |                 |
| 2019 Dallas          | 2.500 $         | Deoxys          | Scar            | Hayatei         | KingGambler     |
| 2019 Montreal        | 15.000 $        | NinjaKilla_212  | SonicFox        | Deoxys          | KevoDaMaN       |
| 2019 Atlanta         | 2.500 $         | NinjaKilla_212  | Forever King    | Alexander-the-1 | TsunamiV        |

### Overwatch
Ego-Shooter, 6er-Teams
| Jahr, Austragungsort | Preisgeld | Platz 1          | Platz 2                   | Platz 3       | Platz 4           |
| -------------------- | --------- | ---------------- | ------------------------- | ------------- | ----------------- |
| 2016 Winter          | 50.000 $  | Misfits          | Fnatic                    | compLexity    | Ninjas in Pyjamas |
| 2017 Montreal        | 12.500 $  | EnVision eSports | Mirage Sport Électronique | Chiefs Gaming | ?                 |

### Quake
Ego-Shooter, Einzel, Doppel, Sac. = Sacrifice (4er-Teams)
| Jahr, Austragungsort | Preisgeld        | Platz 1        | Platz 2          | Platz 3                           | Platz 4                           |
| Quake 4              | Quake 4          | Quake 4        | Quake 4          | Quake 4                           | Quake 4                           |
| -------------------- | ---------------- | -------------- | ---------------- | --------------------------------- | --------------------------------- |
| 2005 Winter          | 06.000 $         | Toxjq          | fox              | 2GD                               | ?                                 |
| 2005 Winter          | 050.000 SEK      | Toxjq / gopher | fox / desp       | Louie / Ooze                      | ?                                 |
| 2006 Summer (WSVG)   | 09.000 $         | Cooller        | Toxjq            | fox                               | fooki                             |
| Quake III            |                  |                |                  |                                   |                                   |
| 2008 Winter          | 016.000 SEK      | av3k           | strenx           | fox                               | Jibo                              |
| Quake Live           |                  |                |                  |                                   |                                   |
| 2009 Winter          | 050.000 SEK      | av3k           | Z4muZ            | Cooller                           | ?                                 |
| 2010 Summer          | 050.000 SEK      | av3k           | Cypher           | strenx                            | fox                               |
| 2010 Winter          | 050.000 SEK      | Cypher         | DaHang           | k1llsen                           | ?                                 |
| 2011 Summer          | 040.000 SEK      | Cypher         | rapha            | Cooller                           | noctis                            |
| 2011 Winter          | 055.000 SEK      | Cypher         | rapha            | av3k                              | k1llsen                           |
| 2012 Summer          | 070.000 SEK      | rapha          | Cypher           | DaHanG                            | Sc00T                             |
| 2012 Winter          | 070.000 SEK      | Evil           | rapha            | Cypher / av3k                     | Cypher / av3k                     |
| 2013 Winter          | 100.000 SEK      | Cypher         | rapha            | Evil                              | av3k                              |
| Quake Champions      |                  |                |                  |                                   |                                   |
| 2017 Denver          | 035.000 $ (Duel) | RAISY          | GaRpY            | dooi / noctis                     | dooi / noctis                     |
| 2017 Denver          | 040.000 $ (Sac.) | Team Liquid    | Unlovable ESC    | Stacked                           | WLS                               |
| 2017 Winter          | 035.000 $ (Duel) | DaHanG         | Toxjq            | Cypher / rapha                    | Cypher / rapha                    |
| 2017 Winter          | 200.000 $ (Sac.) | Team Liquid    | Stacked          | Modus Operandi                    | Team 2z                           |
| 2018 Tours           | 050.000 $        | rapha / DaHanG | Clawz / Silencep | Cooller / Latrommi • Toxjq / Xron | Cooller / Latrommi • Toxjq / Xron |

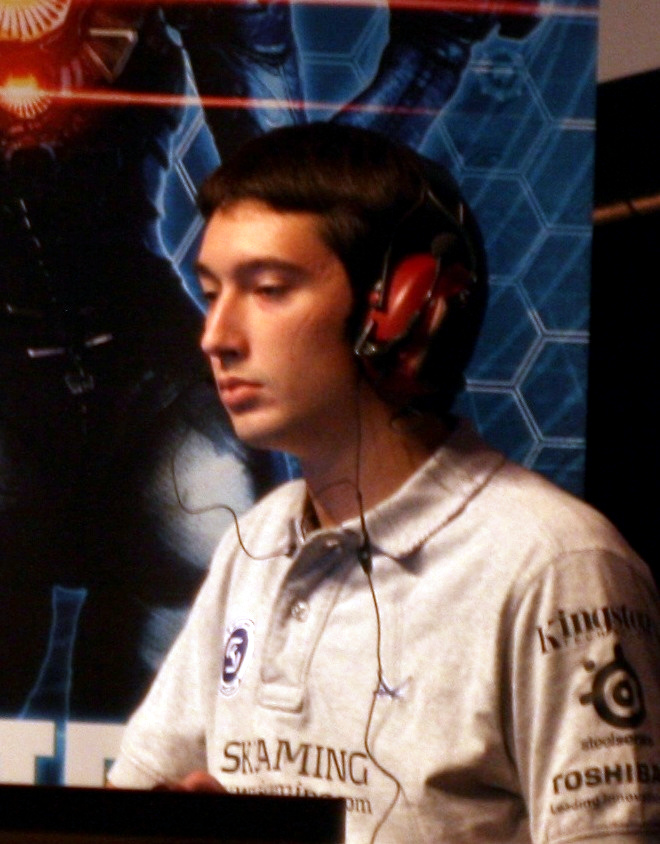
rapha auf der DreamHack Winter 2011
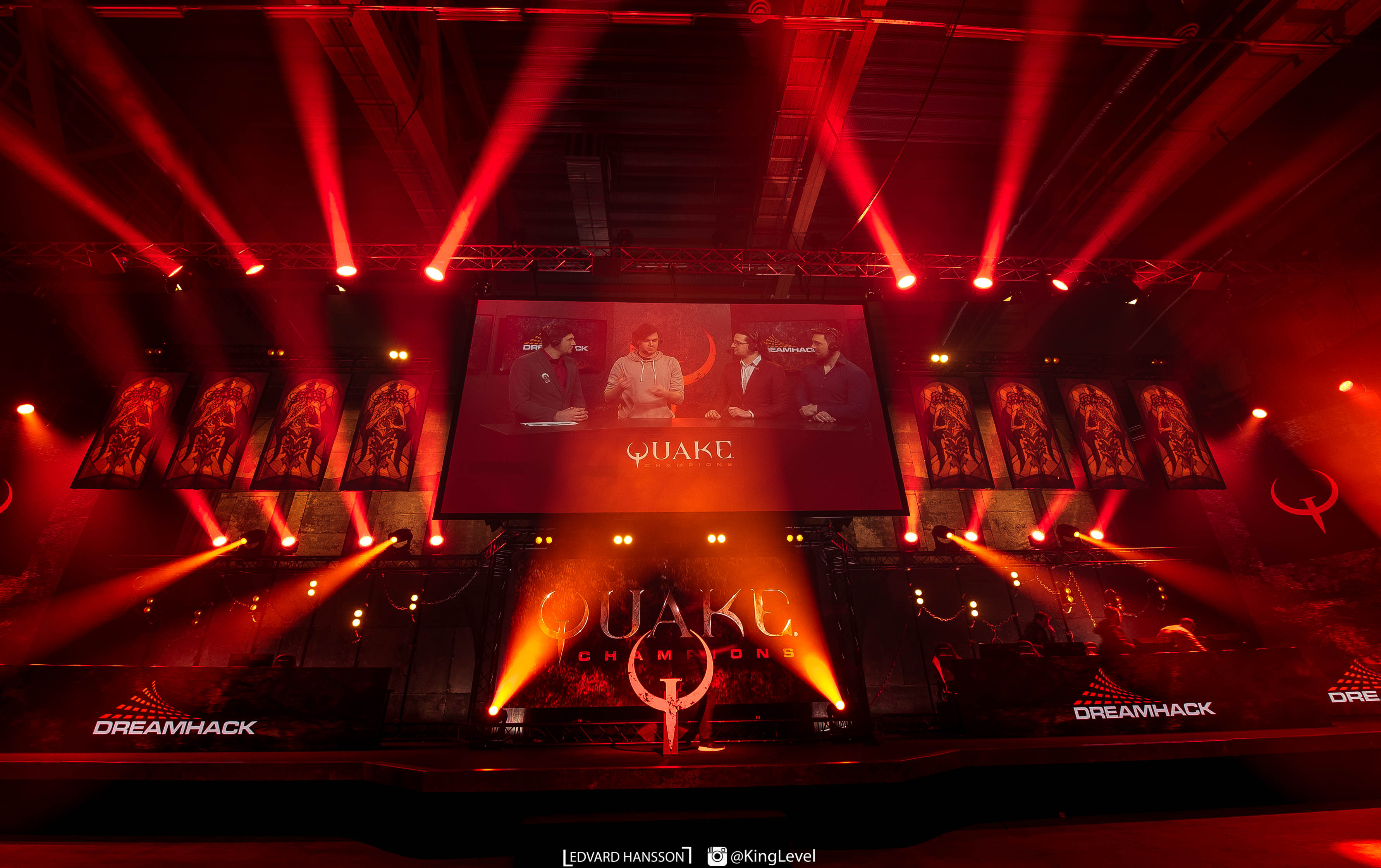
Quake Champions auf der Dreamhack Winter 2017

### Rainbow Six Siege
Ego-Shooter, 5er-Teams
| Jahr, Austragungsort | Preisgeld | Platz 1      | Platz 2         | Platz 3             | Platz 4             |
| -------------------- | --------- | ------------ | --------------- | ------------------- | ------------------- |
| 2016 Tours           | 5.000 €   | Aera eSport  | Team Mistral    | Yunktis             | Team Nitrado        |
| 2018 Austin          | 50.000 $  | Millenium    | Evil Geniuses   | Rogue               | Disrupt Gaming      |
| 2018 Valencia        | 50.000 $  | i don't know | Team Vitality   | ENCE eSports        | PENTA Sports        |
| 2018 Montreal        | 50.000 $  | Cloud 9      | Rogue           | Millenium           | SK Gaming           |
| 2018 Winter          | 50.000 $  | G2 Esports   | PENTA Sports    | Team Empire         | Spacestation Gaming |
| 2019 Valencia        | 75.000 $  | Rogue        | Looking For Org | FaZe Clan           | Chaos Esports Club  |
| 2019 Montreal        | 75.000 $  | Team SoloMid | Team Liquid     | Team BDS            | Evil Geniuses       |
| 2019 Rotterdam       | 3.000 €   | Trust Gaming | Aequilibritas   | Gaming Alliance Ac. | SlamFM              |

### Rocket League
Sportsimulation, 3er-Teams
| Jahr, Austragungsort | Preisgeld | Platz 1          | Platz 2            | Platz 3                  | Platz 4                  |
| -------------------- | --------- | ---------------- | ------------------ | ------------------------ | ------------------------ |
| 2017 Summer          | 050.000 $ | FlipSid3 Tactics | Gale Force eSports | Defusekids / Rogue       | Defusekids / Rogue       |
| 2017 Atlanta         | 050.000 $ | The Muffin Men   | Gale Force eSports | G2 Esports / Team EnVyUs | G2 Esports / Team EnVyUs |
| 2018 Leipzig         | 050.000 $ | PSG Esports      | G2 Esports         | NRG Esports / Guess Who  | NRG Esports / Guess Who  |
| 2019 Leipzig         | 100.000 $ | Team Dignitas    | Renault Vitality   | Savage!                  | NRG Esports              |
| 2019 Dallas          | 100.000 $ | Cloud 9          | Team SoloMid       | Evil Geniuses            | Team Dignitas            |
| 2019 Valencia        | 100.000 $ | PSG Esports      | NRG Esports        | The Bricks               | compLexity               |
| 2019 Montreal        | 100.000 $ | The Peeps        | G2 Esports         | NRG Esports              | Renault Vitality         |

### Smite
MOBA/ARTS, 5er-Teams
| Jahr, Austragungsort | Preisgeld | Platz 1  | Platz 2     | Platz 3 | Platz 4    |
| -------------------- | --------- | -------- | ----------- | ------- | ---------- |
| 2016 Summer          | 250.000 $ | Panthera | SoaR Gaming | Enemy   | Team Eager |

### StarCraft
Echtzeitstrategiespiel, Einzel
| Jahr, Austragungsort    | Preisgeld           | Platz 1             | Platz 2             | Platz 3               | Platz 4               |
| StarCraft: BroodWar     | StarCraft: BroodWar | StarCraft: BroodWar | StarCraft: BroodWar | StarCraft: BroodWar   | StarCraft: BroodWar   |
| ----------------------- | ------------------- | ------------------- | ------------------- | --------------------- | --------------------- |
| 2005 Summer             | 015.000 SEK         | Mireille            | diZreZpect          | lastling              | unbekannt             |
| 2005 Winter             | 015.000 SEK         | TreK                | KaaZ                | Destroyer             | unbekannt             |
| 2006 Summer             | 015.000 SEK         | Draco               | DaZe                | Crow                  | unbekannt             |
| 2006 Winter             | 015.000 SEK         | DaZe                | Mireille            | Crow                  | unbekannt             |
| 2007 Summer             | 015.000 SEK         | Datoby              | ZpuX                | Ghoust                | unbekannt             |
| 2007 Winter             | 020.000 SEK         | HayprO              | Dreiven             | Datoby                | unbekannt             |
| 2008 Summer             | 020.000 SEK         | HayprO              | Strelok             | Tuffer                | unbekannt             |
| StarCraft II            |                     |                     |                     |                       |                       |
| 2010 Winter             | 150.000 SEK         | Naama               | MaNa                | Fenix                 | TOP                   |
| 2011 Stockholm          | 100.000 SEK         | MC                  | White-Ra            | IdrA / SjoW           | IdrA / SjoW           |
| 2011 Summer             | 200.000 SEK         | HuK                 | Moon                | Bomber                | July                  |
| 2011 Valencia           | 100.000 SEK         | DongRaeGu           | ThorZaIN            | Rain / HerO           | Rain / HerO           |
| 2011 Winter             | 400.000 SEK         | HerO                | PuMa                | Ret / NightEnD        | Ret / NightEnD        |
| 2012 Stockholm          | 150.000 SEK         | ThorZaIN            | Polt                | Ret / Monster         | Ret / Monster         |
| 2012 Summer             | 200.000 SEK         | MaNa                | DIMAGA              | fraer / Stephano      | fraer / Stephano      |
| 2012 Valencia           | 150.000 SEK         | TaeJa               | fOrGG               | TargA / TheStC        | TargA / TheStC        |
| 2012 Bucharest          | 150.000 SEK         | Nerchio             | Bly                 | MaNa / StarNaN        | MaNa / StarNaN        |
| 2012 Winter             | 550.000 SEK         | HerO                | TaeJa               | monchi / Nerchio      | monchi / Nerchio      |
| 2013 Stockholm          | 175.000 SEK         | Leenock             | NaNiwa              | HerO / Jaedong        | HerO / Jaedong        |
| 2013 Summer             | 175.000 SEK         | StarDust            | Jaedong             | SjoW / TaeJa          | SjoW / TaeJa          |
| 2013 Valencia           | 175.000 SEK         | HyuN                | Jaedong             | Goswser / StarDust    | Goswser / StarDust    |
| 2013 Bucharest          | 175.000 SEK         | TaeJa               | INnoVation          | MMA / Life            | MMA / Life            |
| 2013 Winter             | 500.000 SEK         | TaeJa               | Life                | Patience / INnoVation | Patience / INnoVation |
| 2014 Bucharest          | 025.000 $           | Life                | Impact              | Jaedong / INnoVation  | Jaedong / INnoVation  |
| 2014 Summer             | 025.000 $           | TaeJa               | HerO                | Jaedong / San         | Jaedong / San         |
| 2014 Valencia           | 025.000 $           | Sacsri              | MC                  | Leenock / StarDust    | Leenock / StarDust    |
| 2014 Moscow             | 025.000 $           | MMA                 | jjakji              | TRUE / Snute          | TRUE / Snute          |
| 2014 Stockholm          | 025.000 $           | Solar               | soO                 | fOrGG / herO          | fOrGG / herO          |
| 2014 Winter             | 075.000 $           | fOrGG               | Life                | TaeJa                 | jjakji                |
| 2015 Tours              | 025.000 $           | PartinG             | Gumiho              | HyuN / TRUE           | HyuN / TRUE           |
| 2015 Valencia           | 025.000 $           | Curious             | TRUE                | HyuN / Patience       | HyuN / Patience       |
| 2015 Stockholm          | 025.000 $           | Solar               | HyuN                | Reality / sOs         | Reality / sOs         |
| 2015 Winter             | 050.000 $           | Solar               | PartinG             | FireCake              | ShoWTimE              |
| 2016 Leipzig            | 050.000 $           | PtitDrogo           | Bly                 | uThermal / viOLet     | uThermal / viOLet     |
| 2016 Austin             | 050.000 $           | Hydra               | Neeb                | MaSa / Snute          | MaSa / Snute          |
| 2016 Tours (WCS Spring) | 150.000 $           | ShoWTimE            | Nerchio             | MaSa / Polt           | MaSa / Polt           |
| 2016 Valencia           | 050.000 $           | Nerchio             | MarineLorD          | SortOf / Snute        | SortOf / Snute        |
| 2017 Austin (WCS)       | 100.000 $           | Neeb                | Nerchio             | Major / TRUE          | Major / TRUE          |
| 2017 Summer (WCS)       | 100.000 $           | Neeb                | Serral              | Elazer / Kelazhur     | Elazer / Kelazhur     |
| 2017 Valencia (WCS)     | 100.000 $           | Elazer              | Snute               | Major / TRUE          | Major / TRUE          |
| 2017 Atlanta            | 06.750 $            | MaSa                | TRUE                | PiLiPiLi / Suppy      | PiLiPiLi / Suppy      |
| 2017 Montreal (WCS)     | 100.000 $           | Neeb                | Snute               | Elazer / TRUE         | Elazer / TRUE         |
| 2018 Leipzig (WCS)      | 100.000 $           | Serral              | ShoWTimE            | Neeb / SpeCial        | Neeb / SpeCial        |
| 2018 Austin (WCS)       | 100.000 $           | Serral              | MaNa                | Lambo / SpeCial       | Lambo / SpeCial       |
| 2018 Valencia (WCS)     | 100.000 $           | Serral              | Has                 | HeRoMaRinE / ShoWTimE | HeRoMaRinE / ShoWTimE |
| 2018 Montreal (WCS)     | 100.000 $           | Serral              | Reynor              | Lambo / TIME          | Lambo / TIME          |
| 2022 Valencia           | 100.000 $           | Dark                | Maru                | Creator / herO        | Creator / herO        |
| 2022 Atlanta            | 100.000 $           | herO                | Bunny               | Serral / Maru         | Serral / Maru         |

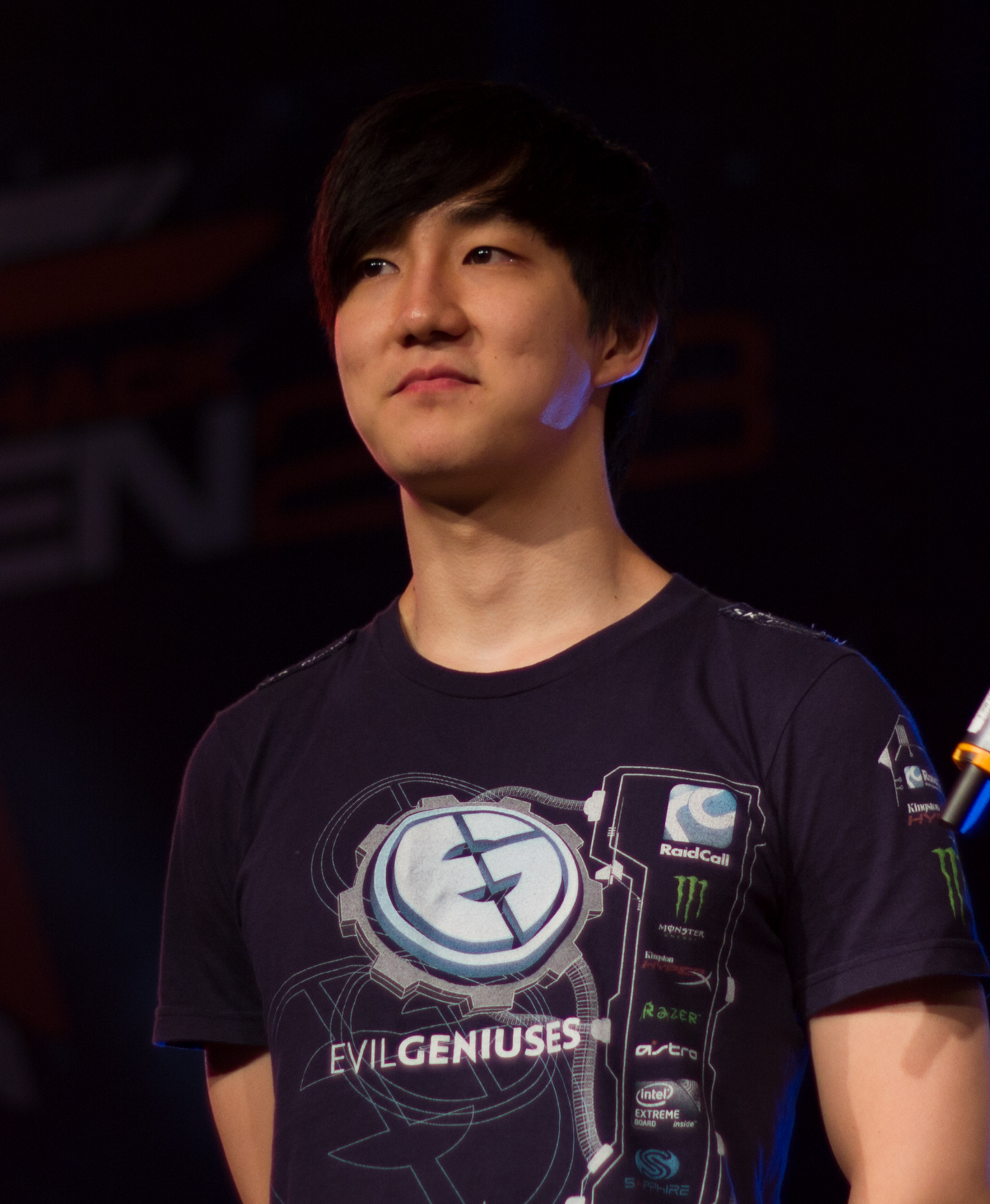
Jaedong auf der DreamHack Valencia 2013
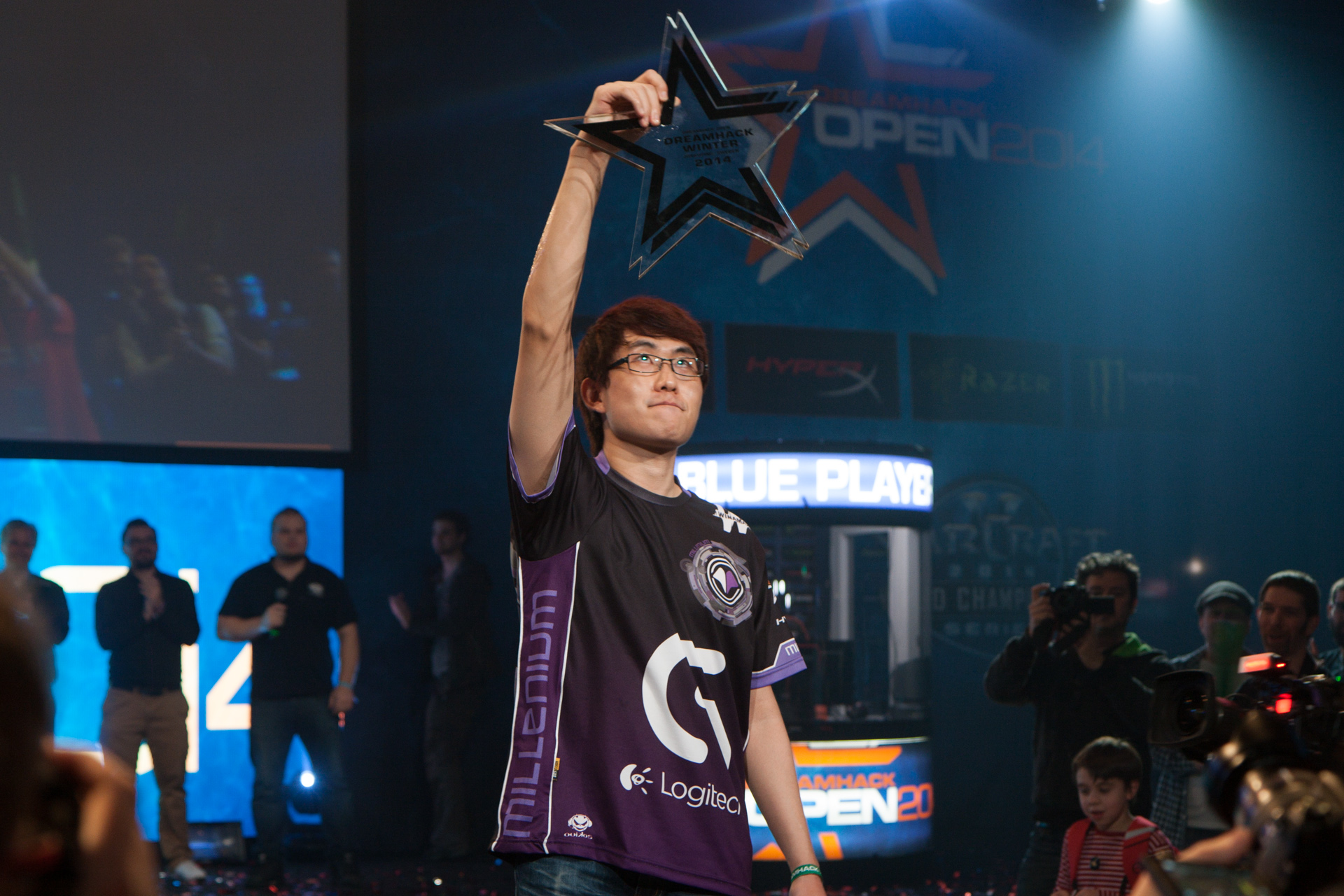
ForGG gewinnt die DreamHack Winter 2014
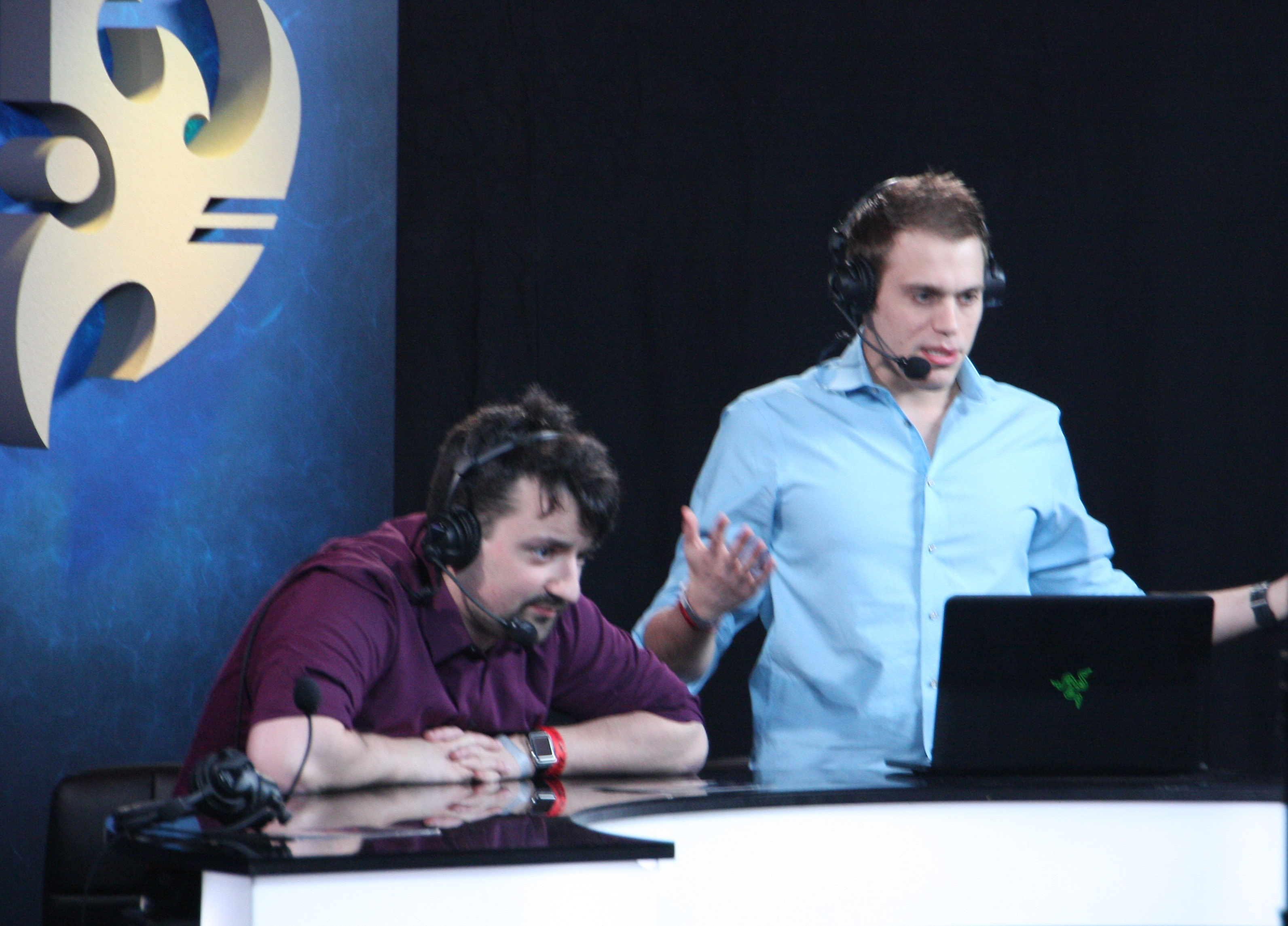
Nathanias und Rotterdam kommentieren von der DreamHack Leipzig 2016
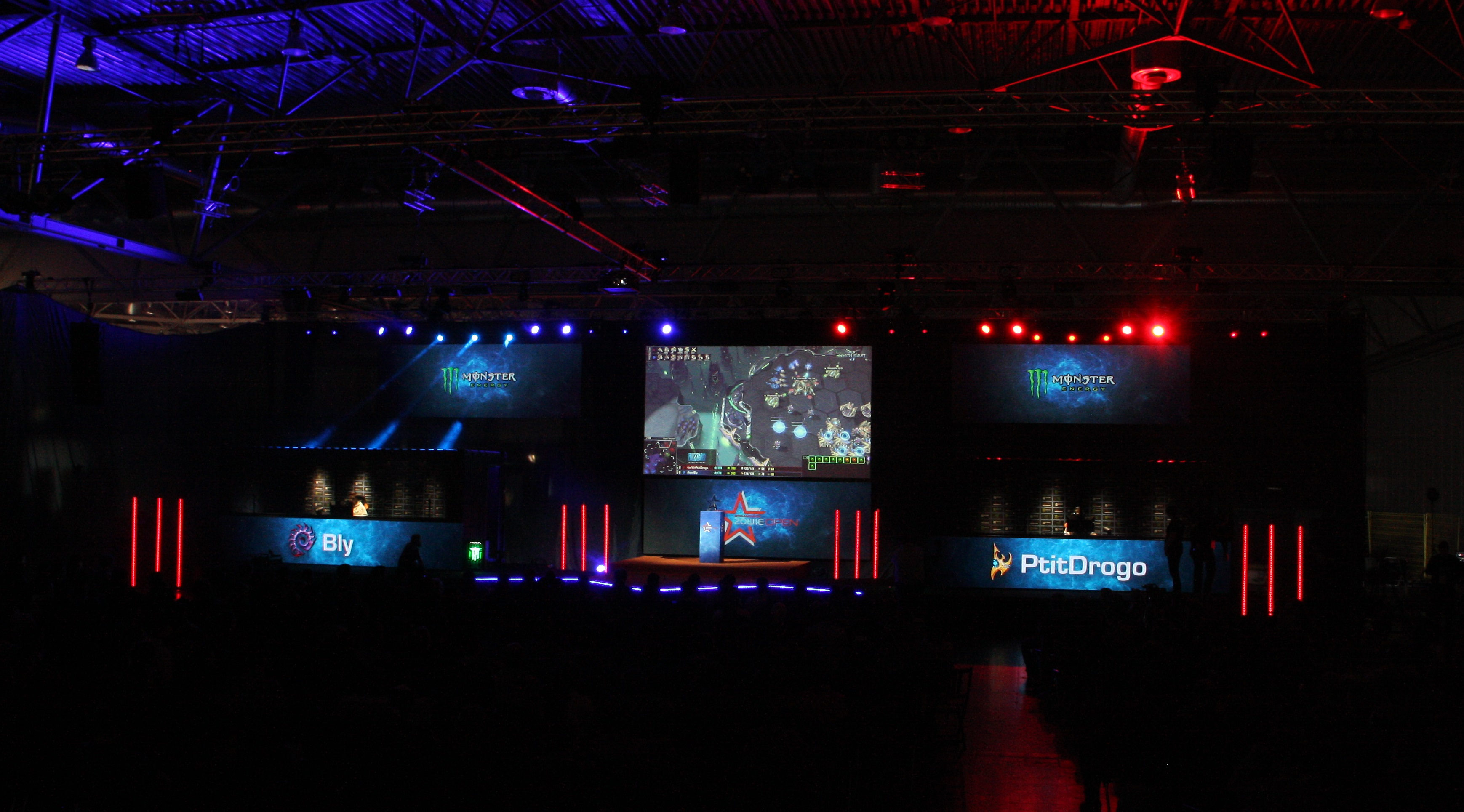
Finale zwischen Bly und PtitDrogo auf der DreamHack Leipzig 2016
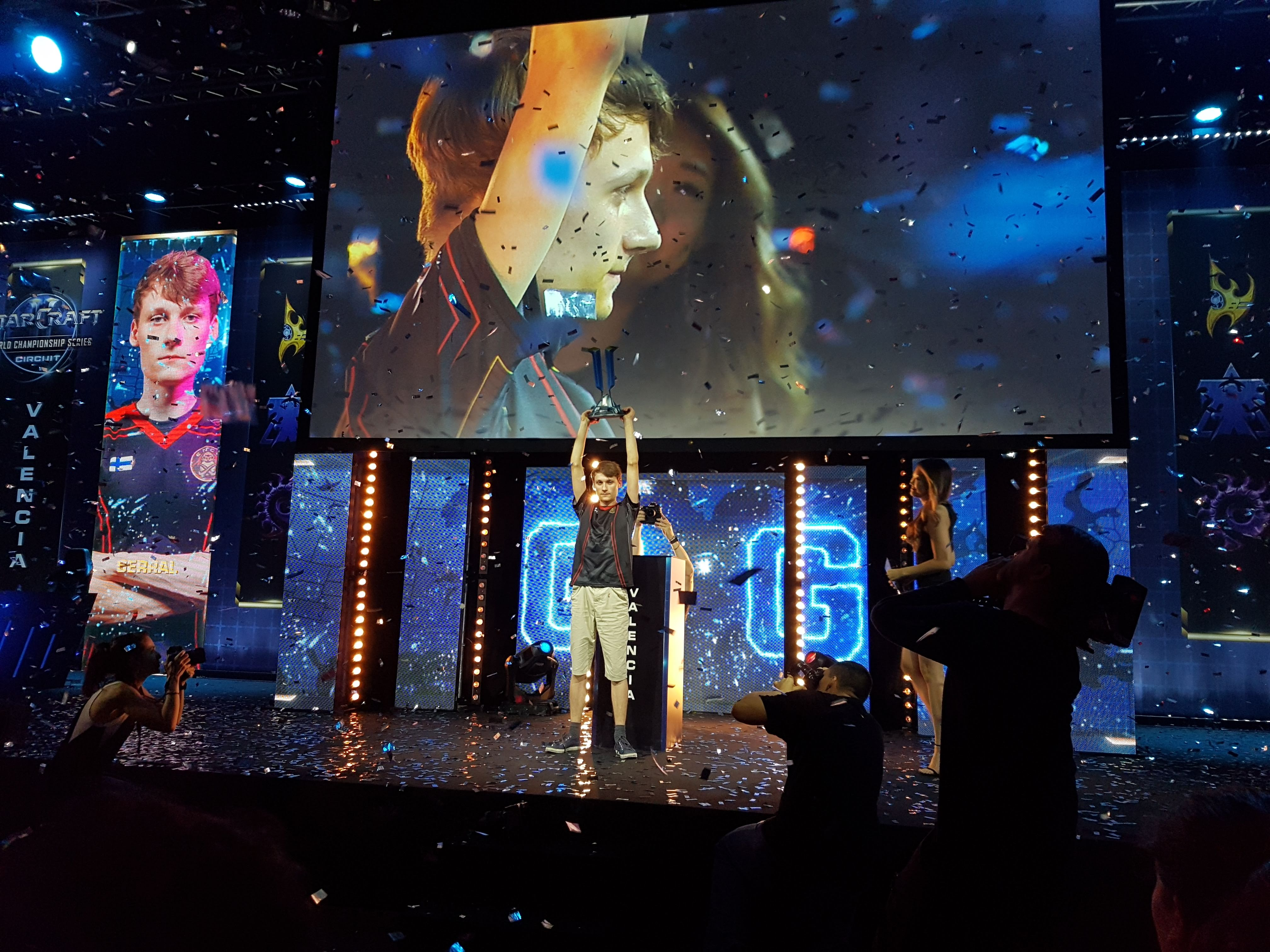
Serral gewinnt die WCS Valencia 2018

### Street Fighter
Beat ’em up, Einzel
| Jahr, Austragungsort                   | Preisgeld               | Platz 1                 | Platz 2                 | Platz 3                 | Platz 4                 |
| Super Street Fighter IV                | Super Street Fighter IV | Super Street Fighter IV | Super Street Fighter IV | Super Street Fighter IV | Super Street Fighter IV |
| -------------------------------------- | ----------------------- | ----------------------- | ----------------------- | ----------------------- | ----------------------- |
| 2009 Summer                            | ?                       | Skatan Milla            | unbekannt               | unbekannt               | unbekannt               |
| 2009 Winter                            | ?                       | Prodigal Son            | unbekannt               | unbekannt               | unbekannt               |
| 2010 Summer                            | ?                       | Luffy                   | unbekannt               | unbekannt               | unbekannt               |
| 2010 Winter                            | ?                       | Prodigal Son            | unbekannt               | unbekannt               | unbekannt               |
| Super Street Fighter IV Arcade Edition |                         |                         |                         |                         |                         |
| 2011 Summer                            | 020.000 SEK             | Prodigal Son            | The Emperor             | SkatanMilla             | unbekannt               |
| 2011 Valencia                          | ?                       | Cuongster               | unbekannt               | unbekannt               | unbekannt               |
| 2011 Winter                            | 050.000 SEK             | Infiltration            | Prodigal Son            | Cuongster               | Laugh                   |
| 2012 Summer                            | 050.000 SEK             | Infiltration            | Laugh                   | Problem X               | Prodigal Son            |
| 2012 Valencia                          | ?                       | Premium Hands           | unbekannt               | unbekannt               | unbekannt               |
| 2012 Winter                            | 050.000 SEK             | Infiltration            | Prodigal Son            | MoMi                    | F-Word                  |
| 2013 Summer                            | 050.000 SEK             | Popi                    | Infiltration            | Prodigal Son            | Ettelman                |
| 2013 Valencia                          | ?                       | Prodigal Son            | unbekannt               | unbekannt               | unbekannt               |
| 2013 Winter                            | 100.000 SEK             | Daigo                   | GamerBee                | Luffy                   | Mago                    |
| Ultra Street Fighter IV                |                         |                         |                         |                         |                         |
| 2014 Summer                            | 050.000 SEK             | Infiltration            | GamerBee                | Problem X               | Popi                    |
| 2014 Valencia                          | 03.000 €                | Luffy                   | Prodigal Son            | Cuongster               | unbekannt               |
| 2014 Stockholm                         | 050.000 SEK             | Luffy                   | Prodigal Son            | veggey                  | Phenom                  |
| 2014 Winter                            | 050.000 SEK             | Fuudo                   | GamerBee                | Itabashi Zangief        | Luffy                   |
| 2015 London                            | 05.000 $                | Problem X               | Afii                    | Valmaster               | Pro Fluke               |
| 2015 Winter                            | 015.000 $               | Xian                    | Luffy                   | Phenom                  | HumanBomb               |
| Street Fighter V                       |                         |                         |                         |                         |                         |
| 2016 Austin                            | 05.000 $                | Justin Wong             | NuckleDu                | Saionide                | Alucard                 |
| 2016 Summer                            | 015.000 $               | Phenom                  | Fuudo                   | Tokido                  | Haitani                 |
| 2017 Austin                            | 015.000 $               | Punk                    | Haitani                 | Xian                    | Phenom                  |
| 2017 Montreal                          | 010.000 $               | NuckleDu                | Justin Wong             | KBrad                   | Nemo                    |
| Street Fighter V: Arcade Edition       |                         |                         |                         |                         |                         |
| 2018 Montreal                          | 015.000 $               | Justin Wong             | NuckleDu                | Problem X               | Bonchan                 |

### Super Smash Bros. Melee
Beat ’em up, Einzel/Doppel
| Jahr, Austragungsort | Preisgeld | Platz 1               | Platz 2              | Platz 3          | Platz 4         |
| -------------------- | --------- | --------------------- | -------------------- | ---------------- | --------------- |
| 2015 London          | 020.000 $ | Armada                | Westballz            | Ice              | Tekk            |
| 2015 Winter          | 020.000 $ | Hungrybox             | Armada               | Plup             | Westballz       |
| 2015 Winter          | 010.000 $ | Hungrybox / Axe       | Shroomed / MacD      | Armada / Android | Mango / S2J     |
| 2016 Austin          | 010.000 $ | Mango                 | Hungrybox            | Mew2King         | Wizzrobe        |
| 2016 Summer          | 010.000 $ | Leffen                | Ice                  | Professor Pro    | Fuzzyness       |
| 2016 Winter          | 030.000 $ | Armada                | Hungrybox            | Leffen           | Mango           |
| 2017 Austin          | 010.000 $ | Hungrybox             | ChuDat               | Mew2King         | Mango           |
| 2017 Austin          | 01.000 $  | Mango / SFAT          | Mew2King / Plup      | Android / Armada | S2J / Shroomed  |
| 2017 Summer          | 010.000 $ | Armada                | Leffen               | Amsah            | Overtriforce    |
| 2017 Atlanta         | 010.000 $ | Plup                  | Hungrybox            | Mew2King         | Axe             |
| 2017 Montreal        | 010.000 $ | n0ne                  | Kage                 | ChuDat           | The Moon        |
| 2017 Denver          | 010.000 $ | Hungrybox             | Mango                | Axe              | S2J             |
| 2017 Winter          | 010.000 $ | Armada                | Wizzrobe             | Leffen           | Swedish Delight |
| 2018 Austin          | 010.000 $ | Plup                  | La Luna              | Bananas          | ChuDat          |
| 2018 Montreal        | 010.000 $ | Hungrybox             | La Luna              | n0ne             | Moky            |
| 2018 Montreal        | 01.000 $  | La Luna / DJ Nintendo | Ryan Ford / Trulliam | Nightmare / Riko | ?               |

### Super Smash Bros. Wii U
Beat ’em up, Einzel
| Jahr, Austragungsort | Preisgeld | Platz 1            | Platz 2              | Platz 3    | Platz 4 |
| -------------------- | --------- | ------------------ | -------------------- | ---------- | ------- |
| 2017 Atlanta         | 010.000 $ | Salem              | VoiD                 | Tweek      | Nairo   |
| 2017 Montreal        | 010.000 $ | Larry Lurr         | ESAM                 | Mistake    | Dabuz   |
| 2017 Denver          | 010.000 $ | Zero               | Salem                | Larry Lurr | Javi    |
| 2018 Austin          | 010.000 $ | Larry Lurr         | ESAM                 | ANTI       | MVD     |
| 2018 Montreal        | 010.000 $ | Larry Lurr         | Ally                 | MVD        | ESAM    |
| 2018 Montreal        | 01.000 $  | Ally / CaptainZack | Mistake / Slayonetta | Fwed & Z   | ?       |

### Team Fortress 2
Ego-Shooter, 6er-Teams
| Jahr, Austragungsort | Preisgeld | Platz 1       | Platz 2   | Platz 3      | Platz 4 |
| -------------------- | --------- | ------------- | --------- | ------------ | ------- |
| 2015 Winter          | 4.000 $   | Reason Gaming | swedeRage | Publiclir.se | LEGO    |

### TrackMania Nations
Rennspiel, Einzel
| Jahr, Austragungsort       | Preisgeld                  | Platz 1                    | Platz 2                    | Platz 3                    | Platz 4                    |
| TrackMania Nations Forever | TrackMania Nations Forever | TrackMania Nations Forever | TrackMania Nations Forever | TrackMania Nations Forever | TrackMania Nations Forever |
| -------------------------- | -------------------------- | -------------------------- | -------------------------- | -------------------------- | -------------------------- |
| 2008 Winter                | 020.000 SEK                | KarjeN                     | FrostBeule                 | Ekeen                      | JWH                        |
| 2009 Summer                | 035.000 SEK                | KarjeN                     | FrostBeule                 | carl                       | Munkenholm                 |
| 2009 Winter                | 023.000 SEK                | FrostBeule                 | Sandro                     | Kewin                      | unbekannt                  |
| TrackMania 2: Canyon       |                            |                            |                            |                            |                            |
| 2011 Summer                | 015.000 SEK                | hakkiJunior                | Bergie                     | ?                          | ?                          |

### WarCraft III
Echtzeitstrategiespiel, Einzel
| Jahr, Austragungsort     | Preisgeld    | Platz 1      | Platz 2      | Platz 3       | Platz 4       |
| WarCraft III             | WarCraft III | WarCraft III | WarCraft III | WarCraft III  | WarCraft III  |
| ------------------------ | ------------ | ------------ | ------------ | ------------- | ------------- |
| 2004 Summer              | unbekannt    | MaDFroG      | FuRy         | SaSe          | aNty          |
| 2004 Winter              | unbekannt    | SaSe         | Khator       | unbekannt     | unbekannt     |
| 2005 Summer              | 025.000 SEK  | Creolophus   | SaSe         | Ciara         | DominatoR     |
| 2005 Winter              | 012.000 SEK  | Giacoma      | SaSe         | unbekannt     | unbekannt     |
| 2006 Summer (WSVG)       | 09.000 $     | Deadman      | SaSe         | Storm         | Zeus[19]      |
| 2006 Winter              | 022.500 SEK  | LiiLD.C      | ElakeDuck    | SunShinE      | unbekannt     |
| 2007 Summer              | 033.000 SEK  | Moon         | Lucifer      | Creolophus    | unbekannt     |
| 2007 Winter              | 033.000 SEK  | Grubby       | DowaQ        | LiiLD.C       | unbekannt     |
| 2008 Summer              | 033.000 SEK  | SaSe         | LiiLD.C      | FuRy          | unbekannt     |
| 2008 Winter              | 033.000 SEK  | KnOfF        | LiiLD.C      | FuRy          | unbekannt     |
| 2009 Summer              | 033.000 SEK  | LiiLD.C      | ThorZaIN     | DowaQ         | unbekannt     |
| WarCraft III: Remastered |              |              |              |               |               |
| 2021 Winter              | 130.000 $    | Happy        | LawLiet      | Hitman / Moon | Hitman / Moon |